# Liste der Biografien/Benn
Liste der Biografien |
Portal Biografien |
Personensuche
# |
A |
B |
C |
D |
E |
F |
G |
H |
I |
J |
K |
L |
M |
N |
O |
P |
Q |
R |
S |
T |
U |
V |
W |
X |
Y |
Z |
?
 
Ba |
Be |
Bd |
Bg |
Bh |
Bi |
Bj |
Bl |
Bm |
Bn |
Bo |
Br |
Bs |
Bu |
Bw |
By |
Bz
 
Bea–Beb |
Bec |
Bed |
Bee |
Bef |
Beg |
Beh |
Bei |
Bej |
Bek |
Bel |
Bem |
Ben |
Beo |
Bep |
Beq |
Ber |
Bes |
Bet |
Beu |
Bev |
Bew |
Bex |
Bey |
Bez
 
Bena |
Benb |
Benc |
Bend |
Bene |
Benf |
Beng |
Benh |
Beni |
Benj |
Benk |
Benl |
Benm |
Benn |
Beno |
Benq |
Benr |
Bens |
Bent |
Benu |
Benv |
Benw |
Beny |
Benz
Die Liste der Biografien führt alle Personen auf, die in der deutschsprachigen Wikipedia einen Artikel haben. Dieses ist eine Teilliste mit 459 Einträgen von Personen, deren Namen mit den Buchstaben „Benn“ beginnt.

## Benn
- Benn, Alf (1926–2014), englischer Fußballspieler
- Benn, Brindley (1923–2009), guyanischer Politiker
- Benn, Gottfried (1886–1956), deutscher Arzt, Dichter und EssayistGottfried Benn (1886–1956)

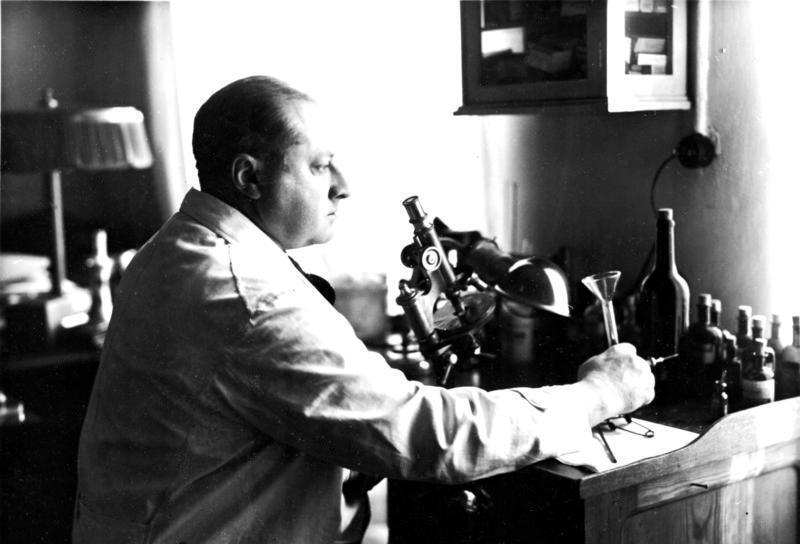
Gottfried Benn (1886–1956)

- Benn, Hilary (* 1953), britischer Politiker (Labour Partei), Mitglied des House of Commons
- Benn, Jamie (* 1989), kanadischer Eishockeyspieler
- Benn, Jordie (* 1987), kanadischer Eishockeyspieler
- Benn, Michaela (* 1966), deutsche Schauspielerin und Hörspielsprecherin
- Benn, Nigel (* 1964), britischer Boxer
- Benn, Sören (* 1968), deutscher Lokalpolitiker (parteilos, Die Linke)
- Benn, Theodor (1891–1981), deutscher Offizier und paramilitärischer Aktivist
- Benn, Tony (1925–2014), britischer Politiker (Labour Party), Mitglied des House of Commons
- Benn, William, 1. Viscount Stansgate (1877–1960), britischer Politiker, Mitglied des House of Commons

### Benna
- Benna, Alejandro Pablo (* 1959), argentinischer Geistlicher, römisch-katholischer Bischof von Morón
- Benna, Anna Hedwig (1921–2015), österreichische Archivarin und Historikerin
- Benna, Anthony (* 1987), französischer Freestyle-Skisportler
- Bennaars, Rinus (1931–2021), niederländischer Fußballspieler
- Bennabi, Malek (1905–1973), algerischer Philosoph
- Bennacer, Ismaël (* 1997), französisch-algerischer Fußballspieler
- Bennahmias, Jean-Luc (* 1954), französischer Politiker, MdEP
- Bennama, Billal (* 1998), französischer Boxer
- Bennani, Abdelhaï (1950–2015), französischer Jazz-Saxophonist
- Bennani, Karim (* 2007), marokkanischer Tennisspieler
- Bennani, Mehdi (* 1983), marokkanischer Automobilrennfahrer
- Bennàssar Bibiloni, Miquel (* 1964), spanischer Organist
- Bennàssar i Moner, Gaspar (1869–1933), spanischer Architekt und Baumeister
- Bennàssar, Dionís (1904–1967), mallorquinischer Kunstmaler
- Bennati, Daniele (* 1980), italienischer Radrennfahrer
- Bennati, Felice (1856–1924), Politiker
- Bennati, Giuseppe (1921–2006), italienischer Filmregisseur
- Bennato, Edoardo (* 1946), italienischer RocksängerEdoardo Bennato (* 1946)

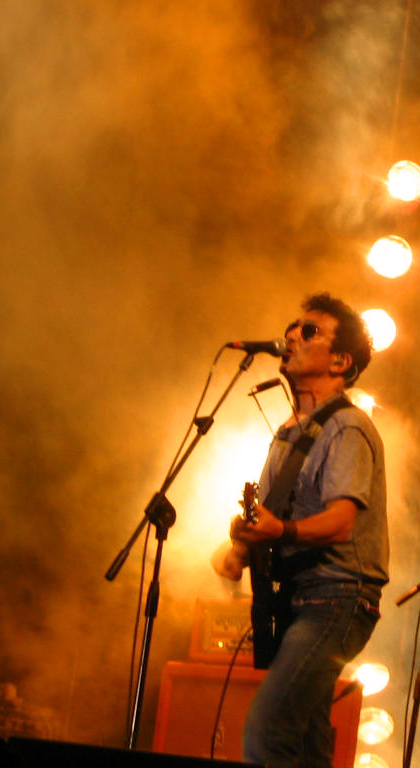
Edoardo Bennato (* 1946)

### Bennd
- Benndorf, Bernd (* 1950), deutscher Fußballspieler
- Benndorf, Friedrich Kurt (1871–1945), deutscher Dichter, Musiker und Literaturkritiker
- Benndorf, Günter (1925–1992), deutscher Sänger (Tenor)
- Benndorf, Hans (1870–1953), österreichischer Physiker
- Benndorf, Helene (1897–1984), deutsche Bibliothekarin
- Benndorf, Karl-Heinz (1919–1995), deutscher Aquarellist, Bildhauer und Architekt
- Benndorf, Michael (* 1952), deutscher Richter, Präsident des Oberverwaltungsgerichts Magdeburg
- Benndorf, Otto (1838–1907), deutscher Archäologe
- Benndorf, Paul (1859–1926), deutscher Schriftsteller und Sepulkralforscher
- Benndorf, Steffen (* 1974), deutscher Spieleautor
- Benndorf, Wolfgang (1901–1959), österreichischer Bibliothekar
- Benndorf-Much, Cornelie (1880–1962), österreichische Anglistin, Turnpädagogin und Gymnasialdirektorin
- Benndorff, André (* 1973), deutscher Schauspieler

### Benne
- Benne (* 1989), deutscher Musiker
- Benne, Edwin (* 1965), niederländischer Volleyball-Nationalspieler
- Benne, Jörg (* 1975), deutscher Romanautor
- Benne, Nimo (* 2000), niederländischer Volleyballspieler
- Benne, Simon (* 1970), deutscher Journalist und Sachbuch-Autor

#### Bennec
- Bennecke, Adolf (1875–1922), deutscher Gynäkologe und Hochschullehrer
- Bennecke, Georg (1878–1960), deutscher Politiker (DNVP)
- Bennecke, Hans (1859–1898), deutscher Rechtswissenschaftler
- Bennecke, Heinrich (1902–1972), deutscher Politiker (NSDAP), MdR, SA-Führer und Historiker
- Bennecke, Hermann († 1874), deutscher Gutsbesitzer und Parlamentarier
- Bennecke, Jürgen (1912–2002), deutscher GeneralJürgen Bennecke (1912–2002)

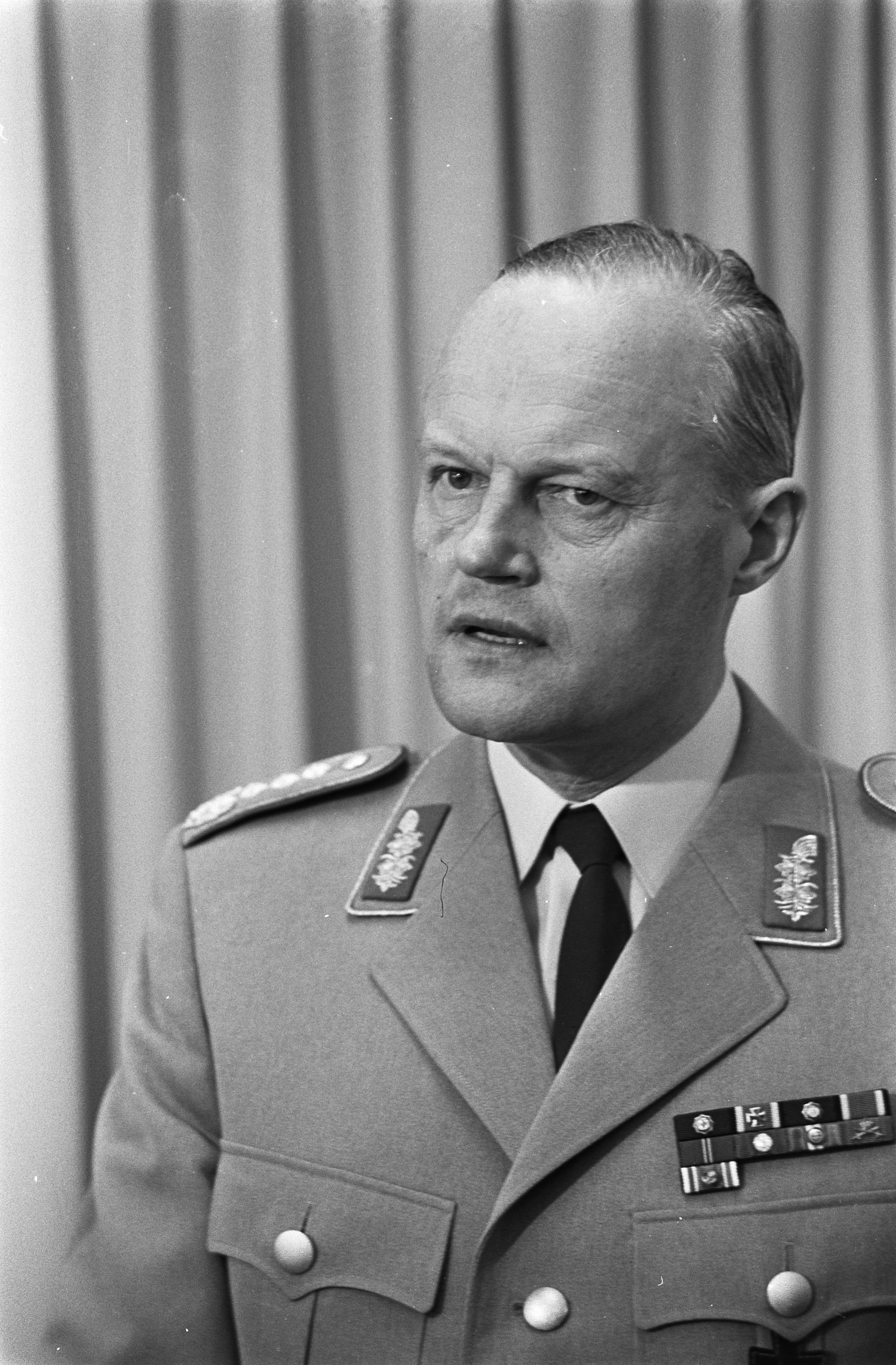
Jürgen Bennecke (1912–2002)

- Bennecke, Tom (* 1959), deutscher Gitarrist und Komponist
- Benneckenstein, Heidi (* 1992), deutsche ehemalige Rechtsextremistin und Autorin

#### Benned
- Bennedich, Carl (1880–1939), schwedischer Offizier und Militärhistoriker
- Bennedik, Bernhard (1892–1973), deutscher Gesangspädagoge
- Bennedik, Frank (1890–1939), deutscher Musikpädagoge
- Bennedsen, Dorte (1938–2016), dänische sozialdemokratische Politikerin, Mitglied des Folketing und Ministerin

#### Bennef
- Bennefeld, Ludwig (1774–1824), Fürstlich Waldeckscher Oberleutnant, Ingenieur-Geograph und Landvermesser
- Bennefeld-Kersten, Katharina (* 1947), deutsche Psychologin und Autorin

#### Bennek
- Bennek, Hubert (1903–1944), deutscher Metallurg und Eisenhüttendirektor
- Bennek, Joachim (1937–2019), deutscher Mediziner und Kinderchirurg
- Benneke, Carl Friedrich Wilhelm (1797–1879), deutscher Jurist und Politiker
- Bennekom, Cissy van (1911–2005), niederländische Schauspielerin

#### Bennel
- Bennellick, Jamie (* 1974), englischer Fußballspieler
- Bennelong († 1813), Älterer der Eora, ein Aborigine

#### Bennem
- Bennemann, Eva (* 2007), deutsche Tennisspielerin
- Bennemann, Franziska (1905–1986), deutsche Politikerin (SPD), MdB
- Bennemann, Gabriela (* 1961), deutsche Diplomatin
- Bennemann, Otto (1903–2003), deutscher Politiker (SPD), MdL

#### Bennen
- Bennent, Anne (* 1963), Schweizer Schauspielerin
- Bennent, David (* 1966), Schweizer SchauspielerDavid Bennent (* 1966)

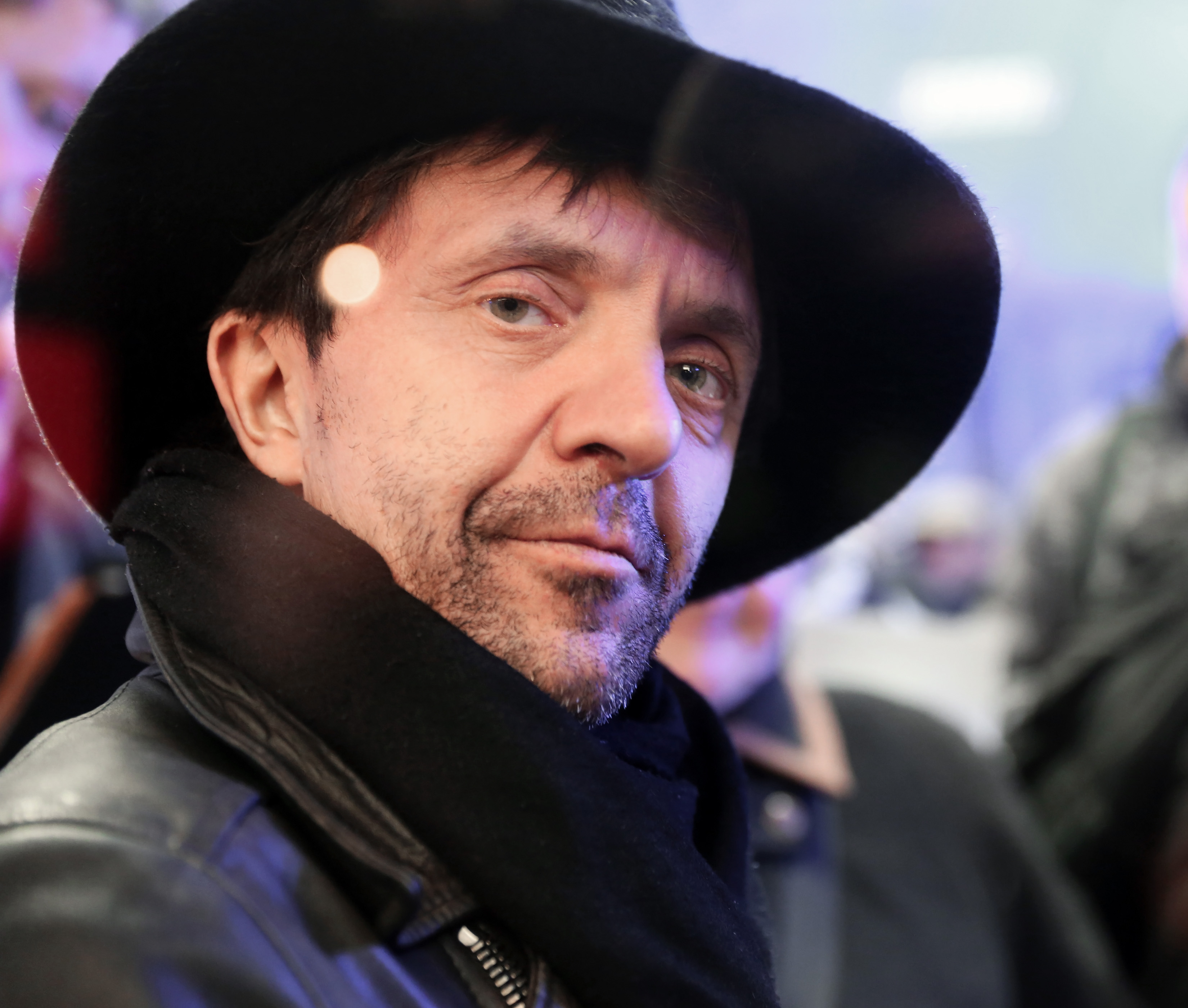
David Bennent (* 1966)

- Bennent, Heinz (1921–2011), deutscher Schauspieler
- Bennent-Vahle, Heidemarie (* 1954), deutsche Philosophin

#### Benneq
- Bennequin, Daniel (* 1952), französischer Mathematiker

#### Benner
- Benner, Beate (* 1949), deutsche Juristin, ehemalige Richterin und Gerichtspräsidentin
- Benner, Christiane (* 1968), deutsche Soziologin und GewerkschaftsfunktionärinChristiane Benner (* 1968)

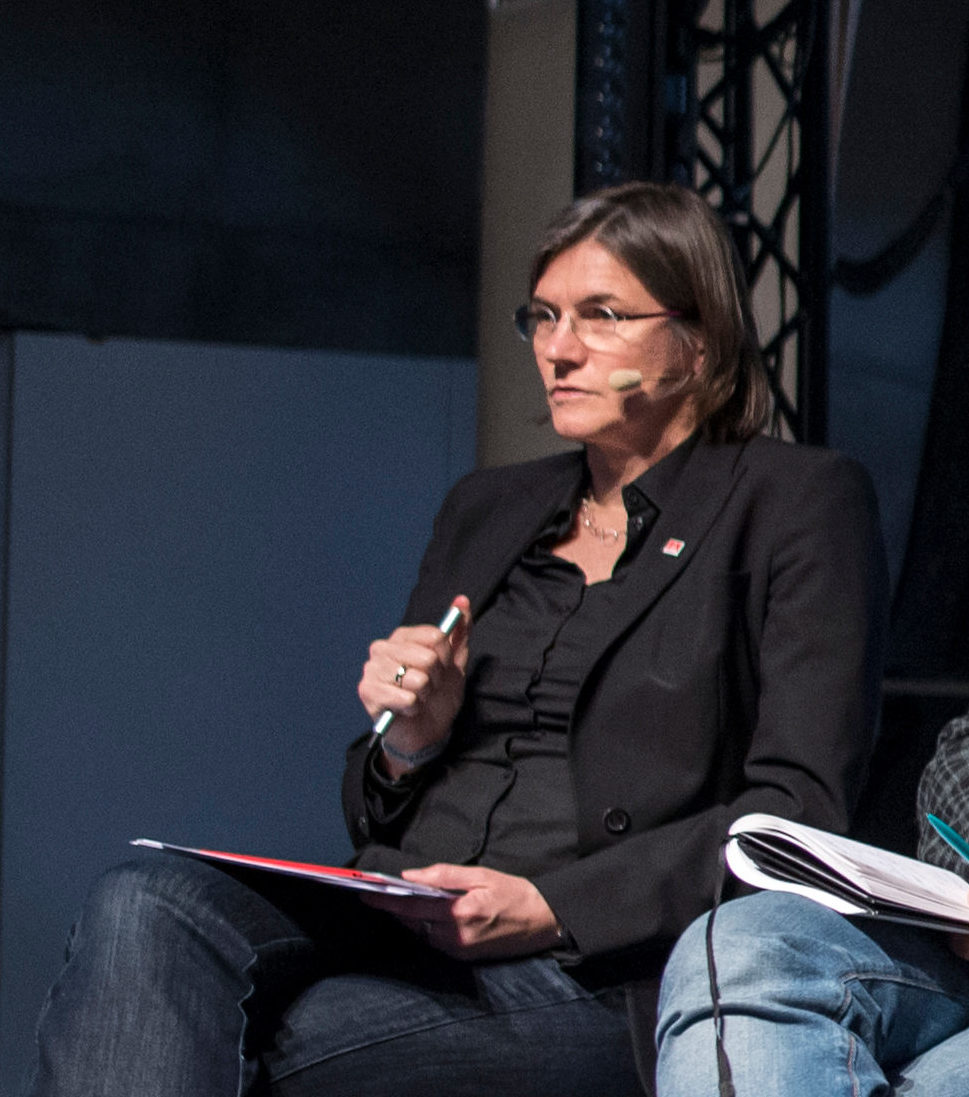
Christiane Benner (* 1968)

- Benner, Dietrich (* 1941), deutscher Pädagoge und Hochschullehrer
- Benner, Emmanuel (1836–1896), französischer Maler
- Benner, Friedemann (* 1956), deutscher Komponist, Sänger und Synchronsprecher
- Benner, George Jacob (1859–1930), US-amerikanischer Politiker
- Benner, Gerrit (1897–1981), niederländischer Maler und Grafiker
- Benner, Hans (* 1949), deutscher Politiker (SPD)
- Benner, Heinz Friedrich (* 1939), deutscher Staatssekretär
- Benner, Hermann (* 1935), deutscher Berufsbildungsforscher und Berufspädagoge
- Benner, Huelet (1917–1999), US-amerikanischer Sportschütze
- Benner, Jean (1836–1906), französischer Maler
- Benner, Johann Friedrich Christian (1744–1831), deutscher Verwaltungsjurist
- Benner, Julia (* 1983), deutsche Autorin und Literaturwissenschaftlerin
- Benner, Karl (1889–1955), deutscher Politiker und Landrat im Landkreis Gießen
- Benner, Lukas (* 1996), deutscher Politiker (Bündnis 90/Die Grünen), MdB
- Benner, Matthias (* 1974), deutscher Filmemacher und Autor
- Benner, Otto (1929–2011), deutscher Politiker (SPD), MdL
- Benner, Paul (1877–1953), Schweizer Dirigent, Organist und Komponist
- Benner, Peter (* 1967), deutscher Mathematiker
- Benner, Thorsten (* 1973), deutscher Politologe
- Benner, Walter (1912–2005), deutscher Glasmaler
- Benner, Wolfgang (* 1940), deutscher Wirtschaftswissenschaftler
- Bennert, Edgar (1890–1960), deutscher Schauspieler, Journalist und Intendant
- Bennert, Karl (1815–1894), deutsch-schweizerischer Porträt-, Historien- und Landschaftsmaler
- Bennert, Thoralf (* 1965), deutscher Fußballspieler

#### Bennet
- Bennet, Abraham († 1799), englischer Pfarrer, Erfinder und Mitglied der Royal Society
- Bennet, Augustus W. (1897–1983), US-amerikanischer Politiker
- Bennet, Benjamin (1764–1840), US-amerikanischer Politiker
- Bennet, Chloe (* 1992), US-amerikanische Schauspielerin und Sängerin chinesischer HerkunftChloe Bennet (* 1992)

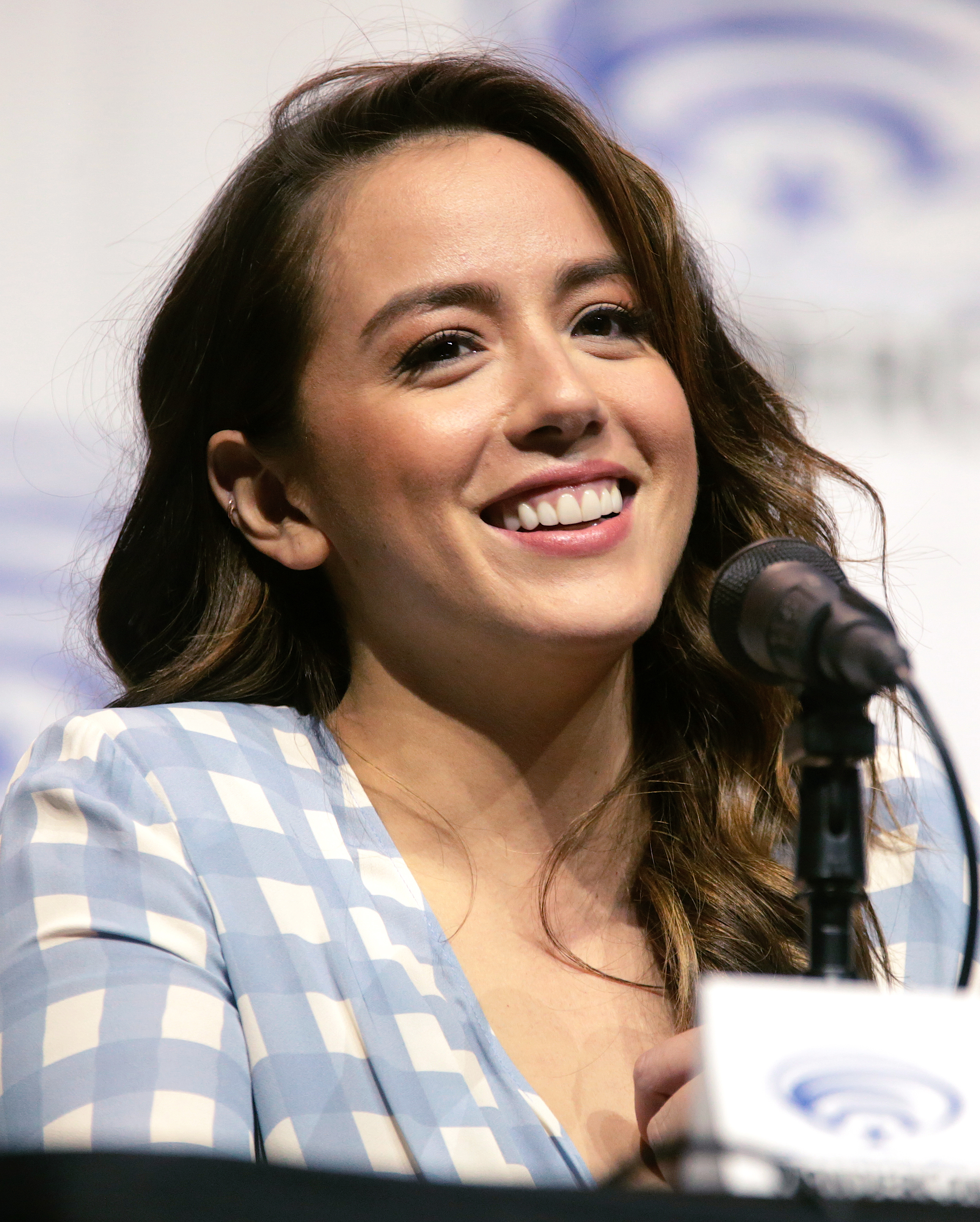
Chloe Bennet (* 1992)

- Bennet, Gregory Charles (* 1963), australischer Geistlicher, römisch-katholischer Bischof von Sale
- Bennet, Hiram Pitt (1826–1914), US-amerikanischer Politiker
- Bennet, John, englischer Komponist
- Bennet, John (* 1957), britischer Klassischer Archäologe und Mykenologe
- Bennet, Michael (* 1964), US-amerikanischer Politiker
- Bennet, Spencer Gordon (1893–1987), US-amerikanischer Regisseur
- Bennet, William Stiles (1870–1962), US-amerikanischer Jurist und Politiker

##### Bennete
- Benneteau, Julien (* 1981), französischer Tennisspieler
- Benneter, Klaus Uwe (* 1947), deutscher Politiker (SPD), MdA, MdB

##### Bennett
- Bennett, deutscher Techno-Produzent und DJ
- Bennett, Agnes (1872–1960), australisch-neuseeländische Medizinerin
- Bennett, Ainsley (* 1954), britischer Sprinter jamaikanischer Herkunft
- Bennett, Alan (* 1934), britischer Schriftsteller, Dramatiker, Schauspieler und DrehbuchautorAlan Bennett (* 1934)

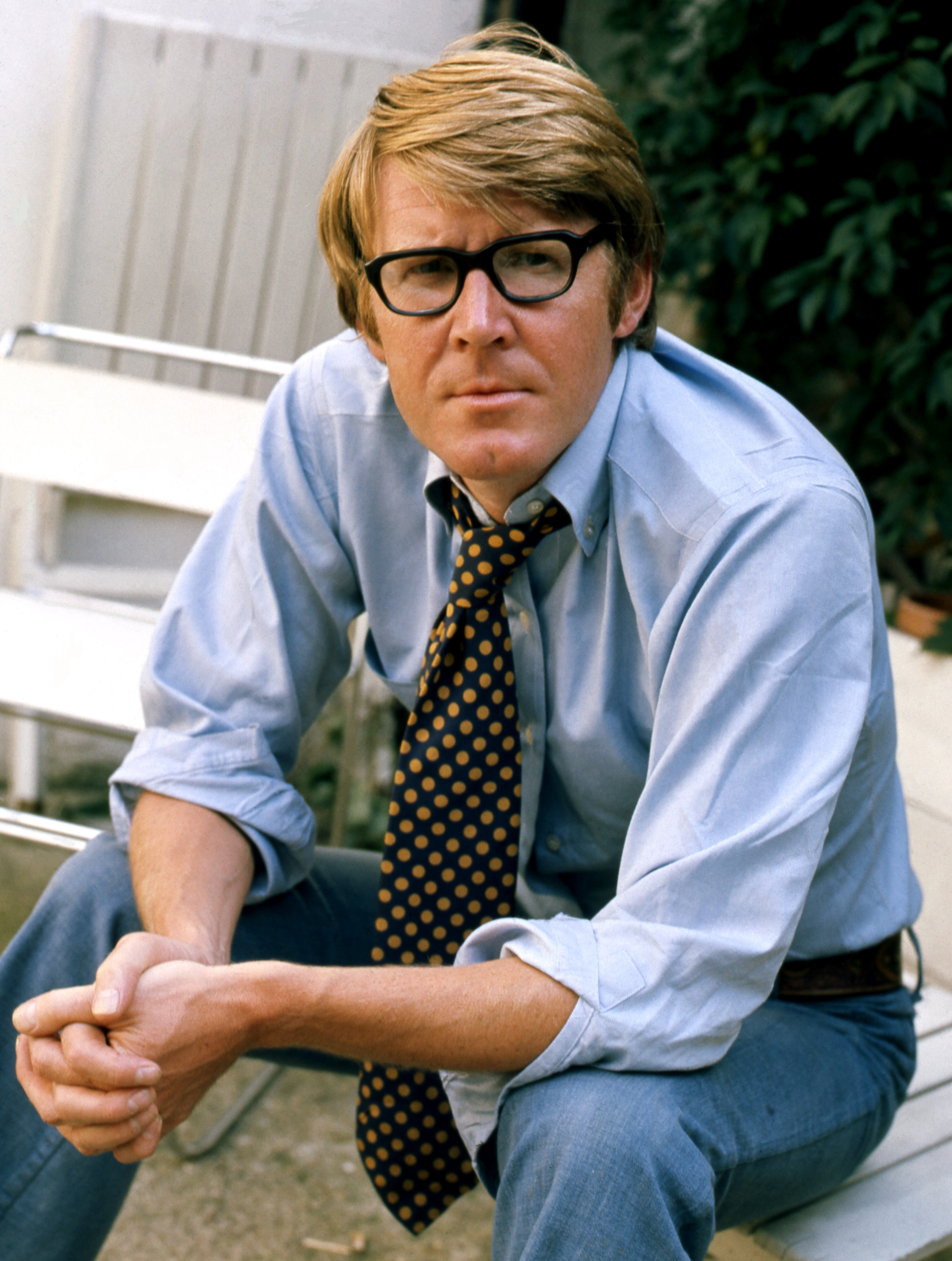
Alan Bennett (* 1934)

- Bennett, Alec (1897–1973), irisch-kanadischer Motorradrennfahrer
- Bennett, Alfred Rosling (1850–1928), englischer Elektroingenieur und Pionier der Elektrobeleuchtung und des Telefons
- Bennett, Anna Maria († 1808), walisische Schriftstellerin und die Mutter einer Schauspielerin
- Bennett, Anthony (* 1987), australischer Bahn- und Straßenradrennfahrer
- Bennett, Anthony (* 1993), kanadischer Basketballspieler
- Bennett, April Steiner (* 1980), US-amerikanische Stabhochspringerin
- Bennett, Arnold (1867–1931), britischer Schriftsteller
- Bennett, Arthur (* 1975), österreichischer Offizier des Bundesheeres
- Bennett, Basil (1894–1938), US-amerikanischer Hammerwerfer
- Bennett, Beau (* 1991), US-amerikanischer Eishockeyspieler
- Bennett, Beck (* 1984), US-amerikanischer SchauspielerBeck Bennett (* 1984)

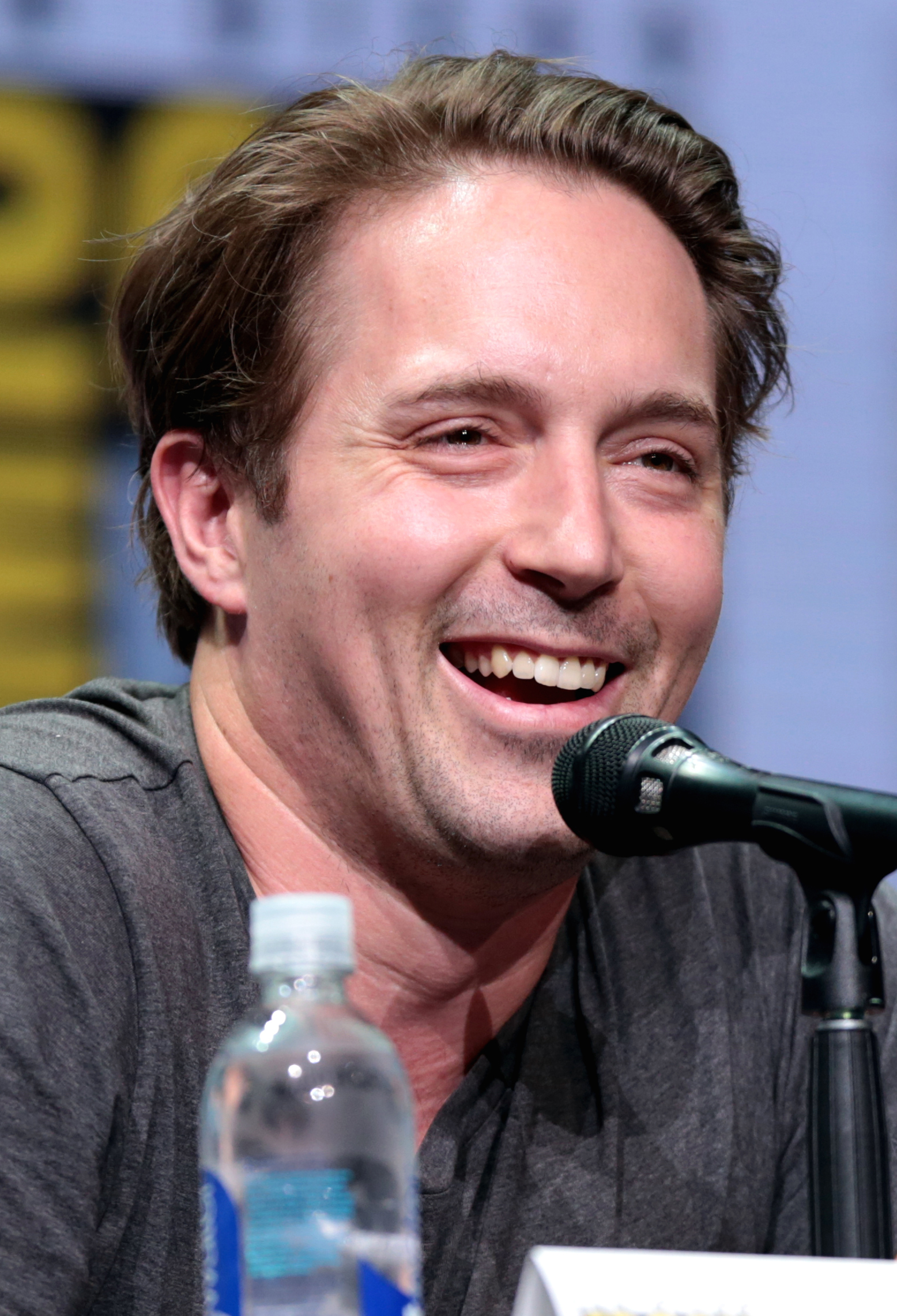
Beck Bennett (* 1984)

- Bennett, Belle (1891–1932), US-amerikanische Theater- und Filmschauspielerin der Stummfilmära
- Bennett, Benny (* 1922), US-amerikanischer Jazzmusiker
- Bennett, Bernard (1931–2002), englischer Snooker- und English-Billiards-Spieler
- Bennett, Betty (1921–2020), US-amerikanische Jazz-Sängerin
- Bennett, Betty T. (1935–2006), US-amerikanische Literaturwissenschaftlerin
- Bennett, Bill (1932–2015), kanadischer Politiker und Unternehmer
- Bennett, Bob (1933–2016), US-amerikanischer Politiker (Republikanische Partei)
- Bennett, Boyd (1924–2002), US-amerikanischer Sänger, Schlagzeuger und Songwriter
- Bennett, Brea (* 1987), US-amerikanische Pornodarstellerin und ModelBrea Bennett (* 1987)

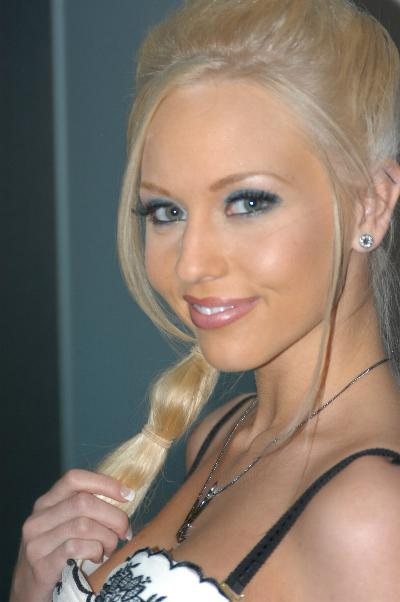
Brea Bennett (* 1987)

- Bennett, Brian (* 1940), britischer Schlagzeuger
- Bennett, Brit (* 1990), US-amerikanische Schriftstellerin
- Bennett, Brooke (* 1980), US-amerikanische Schwimmerin
- Bennett, Bruce (1906–2007), US-amerikanischer Leichtathlet und Schauspieler
- Bennett, Bryce (* 1992), US-amerikanischer Skirennläufer
- Bennett, Buster (1914–1980), US-amerikanischer R&B-Musiker
- Bennett, C. Frank (* 1960), US-amerikanischer Pharmakologe
- Bennett, Caleb P. (1758–1836), US-amerikanischer Politiker
- Bennett, Calvert (* 1986), Fußballspieler von St. Kitts und Nevis
- Bennett, Carl Wattana (* 2004), thailändischer Autorennfahrer
- Bennett, Carolyn (* 1950), kanadische Ärztin und Politikerin
- Bennett, Cathy (* 1974), irische Politikerin (Sinn Féin)
- Bennett, Charles (1871–1948), britischer Leichtathlet
- Bennett, Charles (1889–1943), neuseeländischer Komiker und Schauspieler
- Bennett, Charles (1899–1995), englischer Bühnenautor und Drehbuchautor
- Bennett, Charles Edward (1910–2003), amerikanischer Politiker und Abgeordneter
- Bennett, Charles G. (1863–1914), US-amerikanischer Jurist und Politiker
- Bennett, Charles H. (* 1943), US-amerikanischer Physiker und Informatiker
- Bennett, Charles L. (* 1956), US-amerikanischer Astrophysiker
- Bennett, Charlie (1854–1927), US-amerikanischer Baseballspieler
- Bennett, Chris (* 1948), amerikanische Pop- und Jazzsängerin und Songwriterin
- Bennett, Clé (* 1981), kanadischer Schauspieler
- Bennett, Cole (* 1996), US-amerikanischer Geschäftsmann, Videofilmer und Musikvideoregisseur
- Bennett, Compton (1900–1974), britischer Filmregisseur
- Bennett, Constance (1904–1965), US-amerikanische SchauspielerinConstance Bennett (1904–1965)

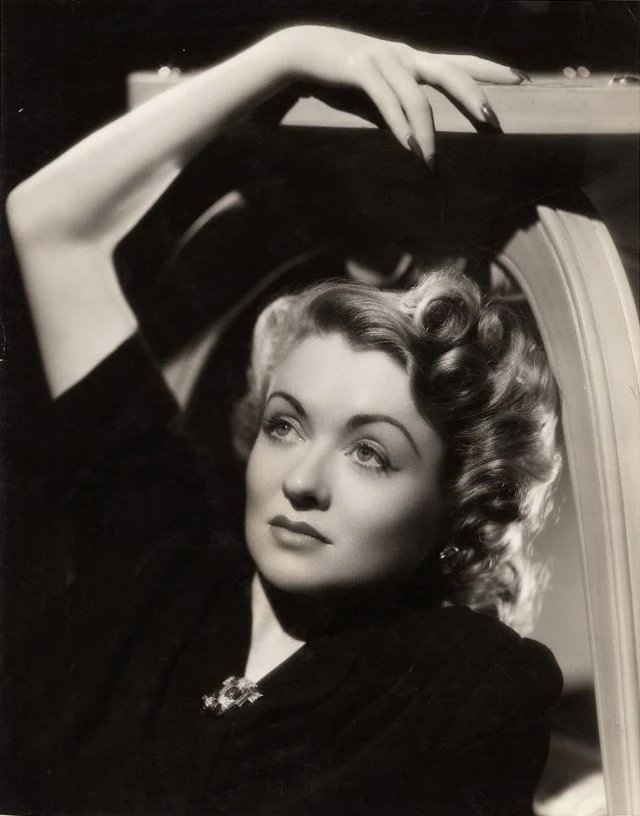
Constance Bennett (1904–1965)

- Bennett, Cuban (1902–1965), US-amerikanischer Jazztrompeter
- Bennett, Curt (* 1948), US-amerikanisch-kanadischer Eishockeyspieler und -trainer
- Bennett, D. Scott, US-amerikanischer Politikwissenschaftler
- Bennett, Daniel (* 1976), südafrikanischer Fußballschiedsrichter
- Bennett, Darren (* 1965), australischer American-Football- und Australian-Football-Spieler
- Bennett, Dave (* 1973), kanadischer Gitarrist und Klangkünstler
- Bennett, Dave (* 1984), US-amerikanischer Klarinettist des Swing und Mainstream Jazz
- Bennett, David (* 1941), US-amerikanischer Opernsänger, Illustrator und Maler
- Bennett, David (1964–2022), US-amerikanischer Transplantationspatient
- Bennett, David S. (1811–1894), US-amerikanischer Politiker
- Bennett, Dennis J. (1917–1991), US-amerikanischer Priester der Episkopalkirche, Wegbereiter der Pfingstbewegung
- Bennett, Donald V. (1915–2005), US-amerikanischer Militär, General der US Army
- Bennett, Douglas (1918–2008), kanadischer Kanute
- Bennett, Duster (1946–1976), britischer Bluesmusiker
- Bennett, Dylan (* 1984), niederländischer Squashspieler
- Bennett, Eduardo (* 1968), honduranischer Fußballspieler
- Bennett, Edward (* 1979), britischer Schauspieler
- Bennett, Edward Alfred (1889–1963), australischer Rundfunkmanager und Theosoph
- Bennett, Edward H. (1874–1954), US-amerikanischer Architekt und Stadtplaner
- Bennett, Edward Turner (1797–1836), englischer Zoologe und Schriftsteller
- Bennett, Eileen (1907–1979), britische Tennisspielerin
- Bennett, Elaine (1951–1995), US-amerikanische Wirtschaftswissenschaftlerin
- Bennett, Eliza (* 1992), britische Schauspielerin und SängerinEliza Bennett (* 1992)

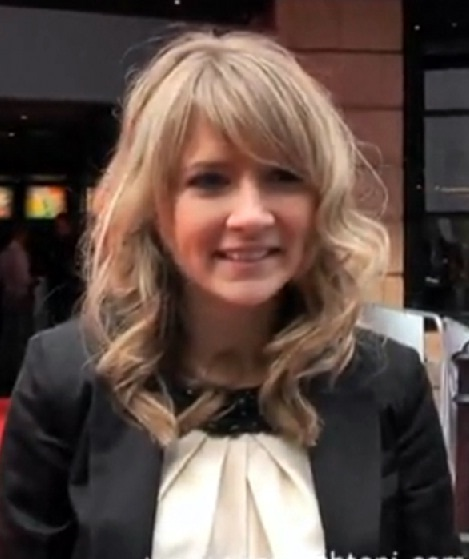
Eliza Bennett (* 1992)

- Bennett, Elizabeth Ruth (1880–1972), US-amerikanische Mathematikerin und Hochschullehrerin
- Bennett, Elliott (* 1988), englischer Fußballspieler
- Bennett, Elmer (* 1970), US-amerikanischer Basketballspieler
- Bennett, Emmett Leslie (1918–2011), US-amerikanischer Altphilologe und Mykenologe
- Bennett, Enid (1893–1969), australisch-amerikanische Theater- und Filmschauspielerin
- Bennett, Eric (* 1973), US-amerikanischer Bogenschütze
- Bennett, Finn (* 1999), irisch-britischer Schauspieler
- Bennett, Fiona (* 1966), britisch-deutsche Haute-Couture-Modistin
- Bennett, Floyd (1890–1928), US-amerikanischer Pilot
- Bennett, Frank (* 1982), US-amerikanischer Basketballspieler
- Bennett, G. H. (* 1967), britischer Historiker
- Bennett, George (1804–1893), britischer Arzt und Naturforscher
- Bennett, George (* 1990), neuseeländischer Radrennfahrer
- Bennett, George John (1863–1930), britischer Kirchenmusiker
- Bennett, Gerald (* 1942), US-amerikanischer Komponist
- Bennett, Gordon (1887–1962), australischer Offizier, Generalleutnant der Infanterie
- Bennett, Gordon (1955–2014), australischer Künstler
- Bennett, Gordon Lockhart (1912–2000), kanadischer Politiker, Vizegouverneur von Prince Edward Island
- Bennett, Granville G. (1833–1910), US-amerikanischer Politiker
- Bennett, Greg (* 1972), australisch-amerikanischer Triathlet
- Bennett, Gwendolyn B. (1902–1981), US-amerikanische Schriftstellerin, Dichterin und Dramatikerin
- Bennett, Haley (* 1988), US-amerikanische Sängerin und SchauspielerinHaley Bennett (* 1988)

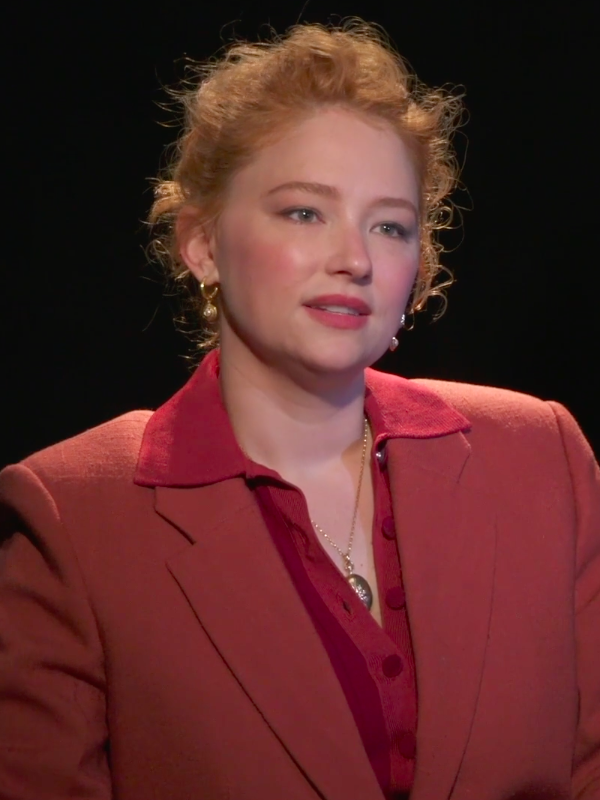
Haley Bennett (* 1988)

- Bennett, Harve (1930–2015), US-amerikanischer Drehbuchautor und Filmproduzent
- Bennett, Helene Thomas (1901–1988), US-amerikanische Bakteriologin und Geschäftsfrau
- Bennett, Hendley S. (1807–1891), US-amerikanischer Politiker
- Bennett, Henry (1808–1868), US-amerikanischer Jurist und Politiker
- Bennett, Huw (* 1983), walisischer Rugby-Union-Spieler
- Bennett, Iff, luxemburgischer Sänger, Moderator, Autor und Produzent
- Bennett, Jack Arthur Walter (1911–1981), neuseeländischer Literaturwissenschaftler und Philologe
- Bennett, Jack O. (1914–2001), US-amerikanischer Zivilpilot, Teilnehmer an der Berliner Luftbrücke
- Bennett, James Arthur (1947–2023), britischer Wissenschaftshistoriker
- Bennett, James Gordon junior (1841–1918), US-amerikanischer Zeitungsverleger
- Bennett, James Gordon senior (1795–1872), US-amerikanischer Gründer des New York Herald
- Bennett, Jane (* 1957), US-amerikanische Politikwissenschaftlerin und Philosophin
- Bennett, Jean (* 1954), US-amerikanische Augenärztin und Pionierin der Gentherapie
- Bennett, Jean M. (1930–2008), US-amerikanische Physikerin und Hochschullehrerin
- Bennett, Jeff (* 1948), US-amerikanischer Zehnkämpfer
- Bennett, Jeff (* 1962), US-amerikanischer Synchronsprecher, Stimmenimitator, Sänger und Schauspieler
- Bennett, Jill (1931–1990), britische Schauspielerin
- Bennett, Jill (* 1975), US-amerikanische Schauspielerin
- Bennett, Jimmy (* 1996), US-amerikanischer SchauspielerJimmy Bennett (* 1996)

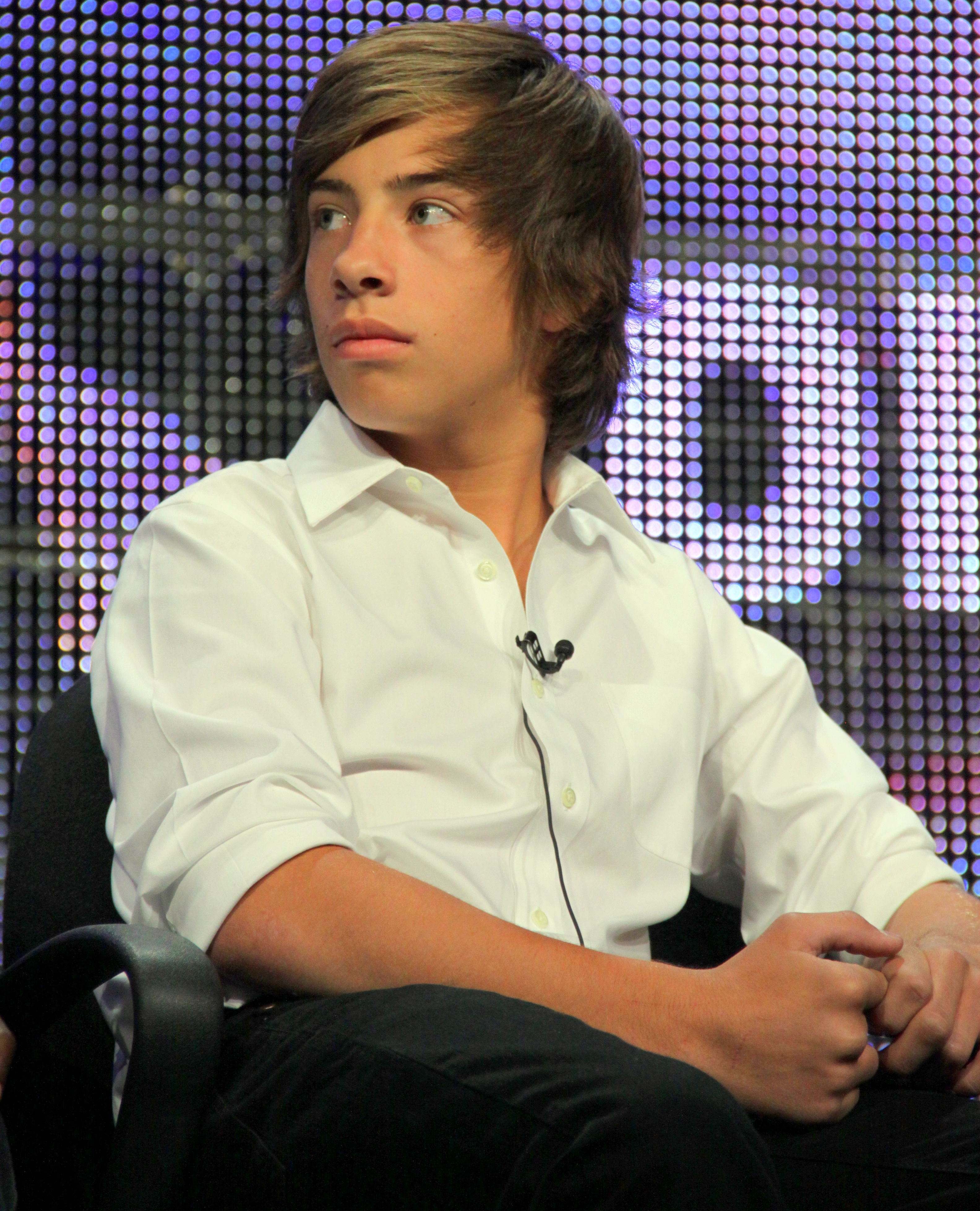
Jimmy Bennett (* 1996)

- Bennett, Joan (1910–1990), US-amerikanische SchauspielerinJoan Bennett (1910–1990)

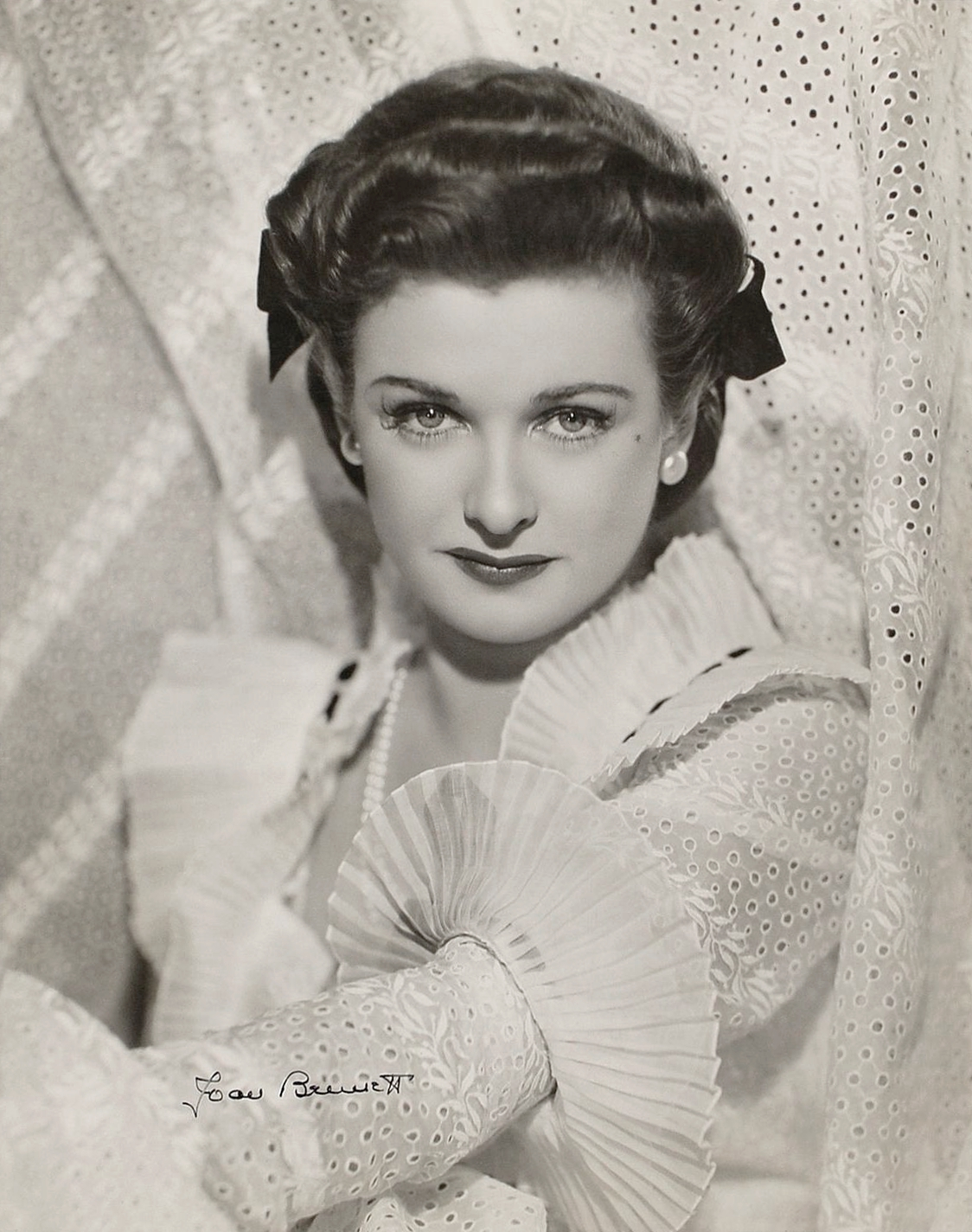
Joan Bennett (1910–1990)

- Bennett, Joe (* 1990), englischer Fußballspieler
- Bennett, John (* 1930), US-amerikanischer Weitspringer
- Bennett, John (* 1948), US-amerikanischer Politiker
- Bennett, John (* 2003), britischer Rennfahrer
- Bennett, John A. (1935–1961), US-amerikanischer Soldat
- Bennett, John Aaron (* 1984), US-amerikanischer Kinderdarsteller
- Bennett, John B. (1904–1964), US-amerikanischer Politiker
- Bennett, John C. (1923–1980), US-amerikanischer Offizier, Generalmajor der US-Army
- Bennett, John Caister (1914–1990), südafrikanischer Beamter und Amateurastronom
- Bennett, John G. (1897–1974), britischer Mathematiker und spiritueller Autor
- Bennett, John George (1891–1957), US-amerikanischer Geistlicher und der erste Bischof von Lafayette in Indiana
- Bennett, John Gordon (1913–1988), US-amerikanischer Autorennfahrer
- Bennett, John J. (1894–1967), US-amerikanischer Soldat, Jurist und Politiker
- Bennett, John Peter (1914–2011), anglikanischer Priester und Linguist der Arawak, Guyana
- Bennett, John R., US-amerikanischer Politiker (Republikanische Partei)
- Bennett, Jonathan (* 1981), US-amerikanischer SchauspielerJonathan Bennett (* 1981)

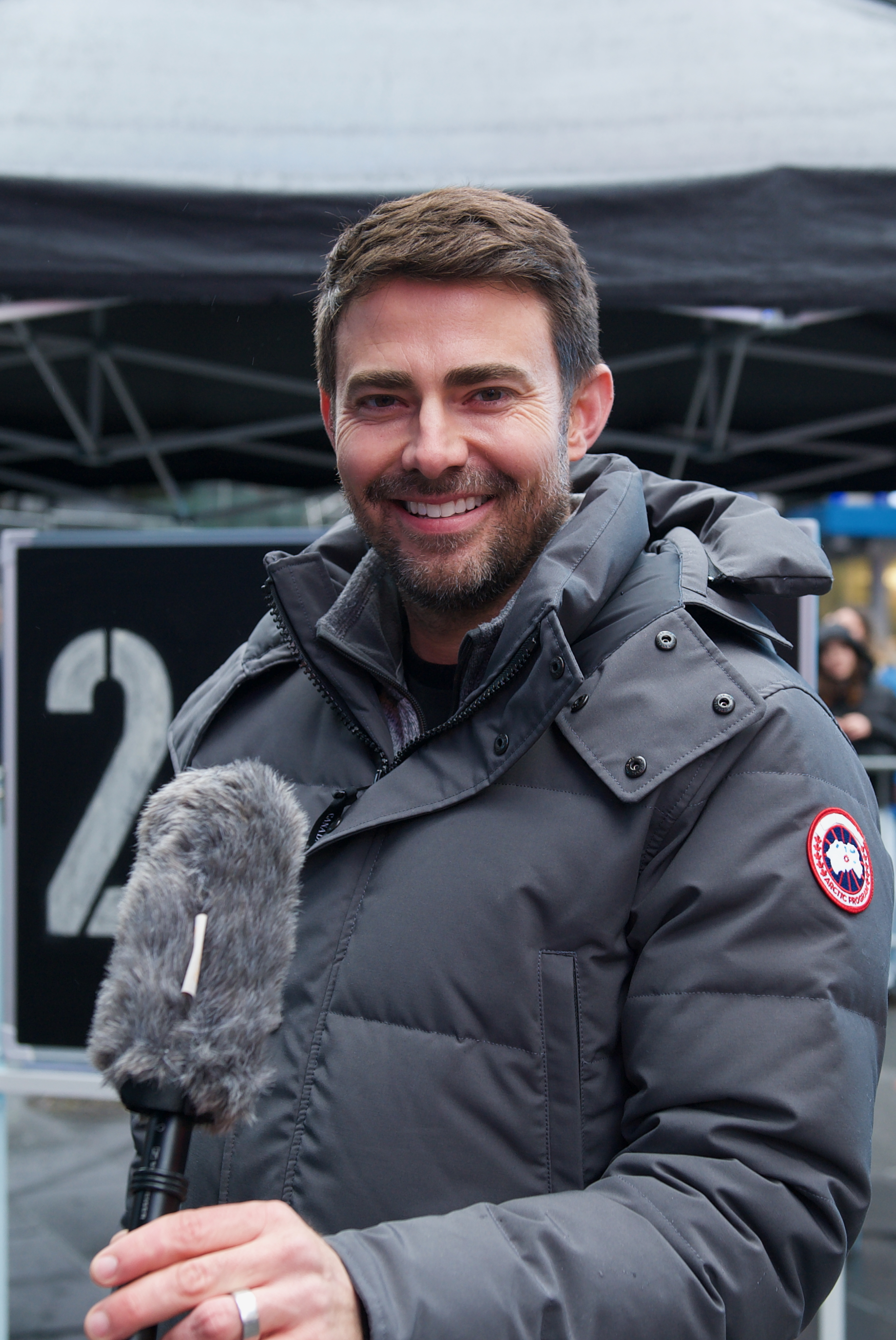
Jonathan Bennett (* 1981)

- Bennett, Joseph (1842–1905), englischer English-Billiards-Spieler und Weltmeister, Autor, Billardfunktionär und -lehrer
- Bennett, Joseph B. (1859–1923), US-amerikanischer Politiker
- Bennett, Joyce (* 1945), australische Sprinterin
- Bennett, Julian (1949–2025), englischer Archäologe
- Bennett, Julian (* 1984), englischer Fußballspieler
- Bennett, Julie (1932–2020), US-amerikanische Schauspielerin und Synchronsprecherin
- Bennett, Karen (* 1989), britische Ruderin
- Bennett, Ken (* 1959), US-amerikanischer Geschäftsmann und Politiker (Republikanische Partei)
- Bennett, Laura (* 1975), US-amerikanische Triathletin
- Bennett, Lauren (* 1989), britische Popsängerin, Tänzerin und Model
- Bennett, Laurence, US-amerikanischer Szenenbildner
- Bennett, Leeman (* 1938), US-amerikanischer American-Football-Trainer
- Bennett, Leighton (* 2005), englischer Dartspieler
- Bennett, Les (1918–1999), englischer Fußballspieler
- Bennett, Lewis (1828–1896), US-amerikanischer Langstreckenläufer
- Bennett, Lou (1926–1997), US-amerikanischer Hammond-Orgel-Spieler (Hammond-B3)
- Bennett, Louie (1870–1956), irische Gewerkschafterin und Suffragette
- Bennett, Manu (* 1969), neuseeländischer Schauspieler und Model mit maorischer AbstammungManu Bennett (* 1969)

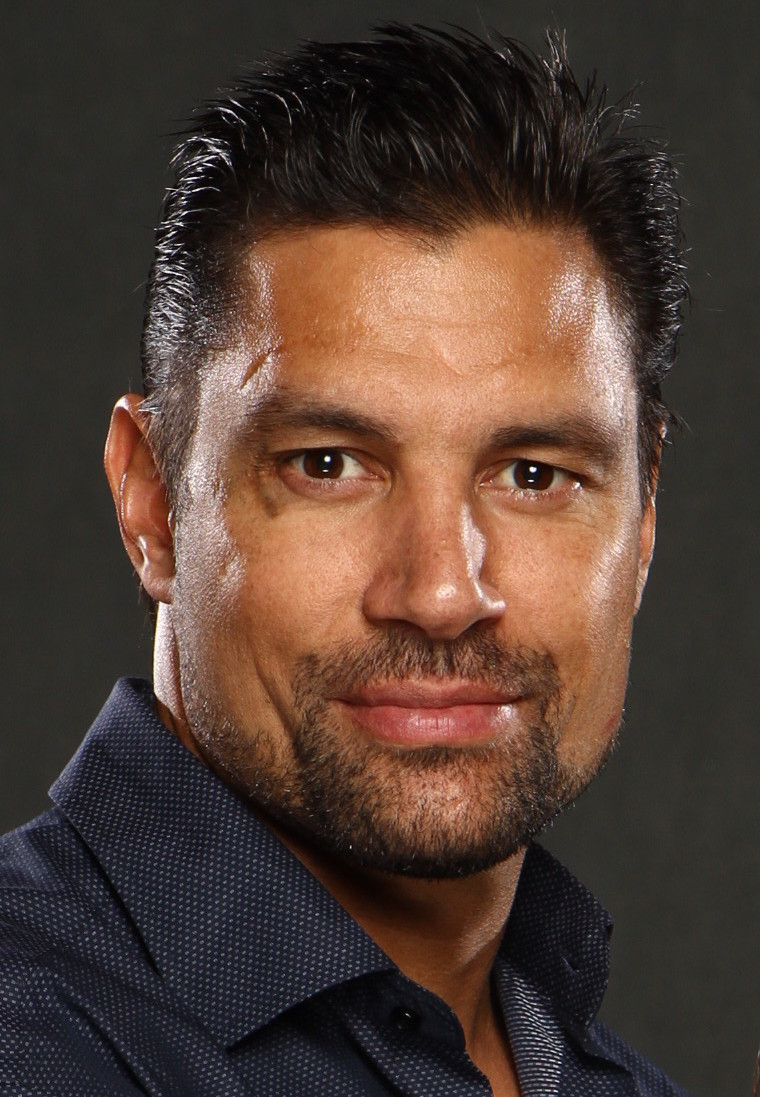
Manu Bennett (* 1969)

- Bennett, Margot (1912–1980), englische Schriftstellerin und Drehbuchautorin schottischer Herkunft
- Bennett, Margot (* 1935), US-amerikanische Schauspielerin und PR-Agentin
- Bennett, Marion Tinsley (1914–2000), US-amerikanischer Jurist und Politiker
- Bennett, Marjorie (1896–1982), australische Schauspielerin
- Bennett, Mark (* 1963), walisischer Snookerspieler
- Bennett, Martellus (* 1987), US-amerikanischer American-Football-Spieler
- Bennett, Mary Jane (1816–1885), britisch-neuseeländische Leuchtturmwärterin
- Bennett, Mary Montgomerie (1881–1961), australische Lehrerin und Aktivistin
- Bennett, Matt (* 1991), US-amerikanischer Schauspieler
- Bennett, Max (1928–2018), US-amerikanischer Jazzbassist
- Bennett, Max (* 1939), australischer Hirnforscher
- Bennett, Michael (1943–1987), US-amerikanischer Choreograph
- Bennett, Michael (* 1949), britischer Radsportler
- Bennett, Michael (* 1971), US-amerikanischer Boxer
- Bennett, Michael (* 1978), US-amerikanischer Footballspieler
- Bennett, Michael (* 1985), US-amerikanischer American-Football-Spieler
- Bennett, Michael (* 1993), US-amerikanischer Footballspieler
- Bennett, Michael V. L. (1931–2023), US-amerikanischer Neurobiologe
- Bennett, Michèle (* 1950), haitianische First Lady (1980–1986)
- Bennett, Myra (1890–1990), kanadische Krankenschwester und Hebamme
- Bennett, Naea (* 1977), tahitischer Fußballspieler
- Bennett, Naftali (* 1972), israelischer Unternehmer und PolitikerNaftali Bennett (* 1972)

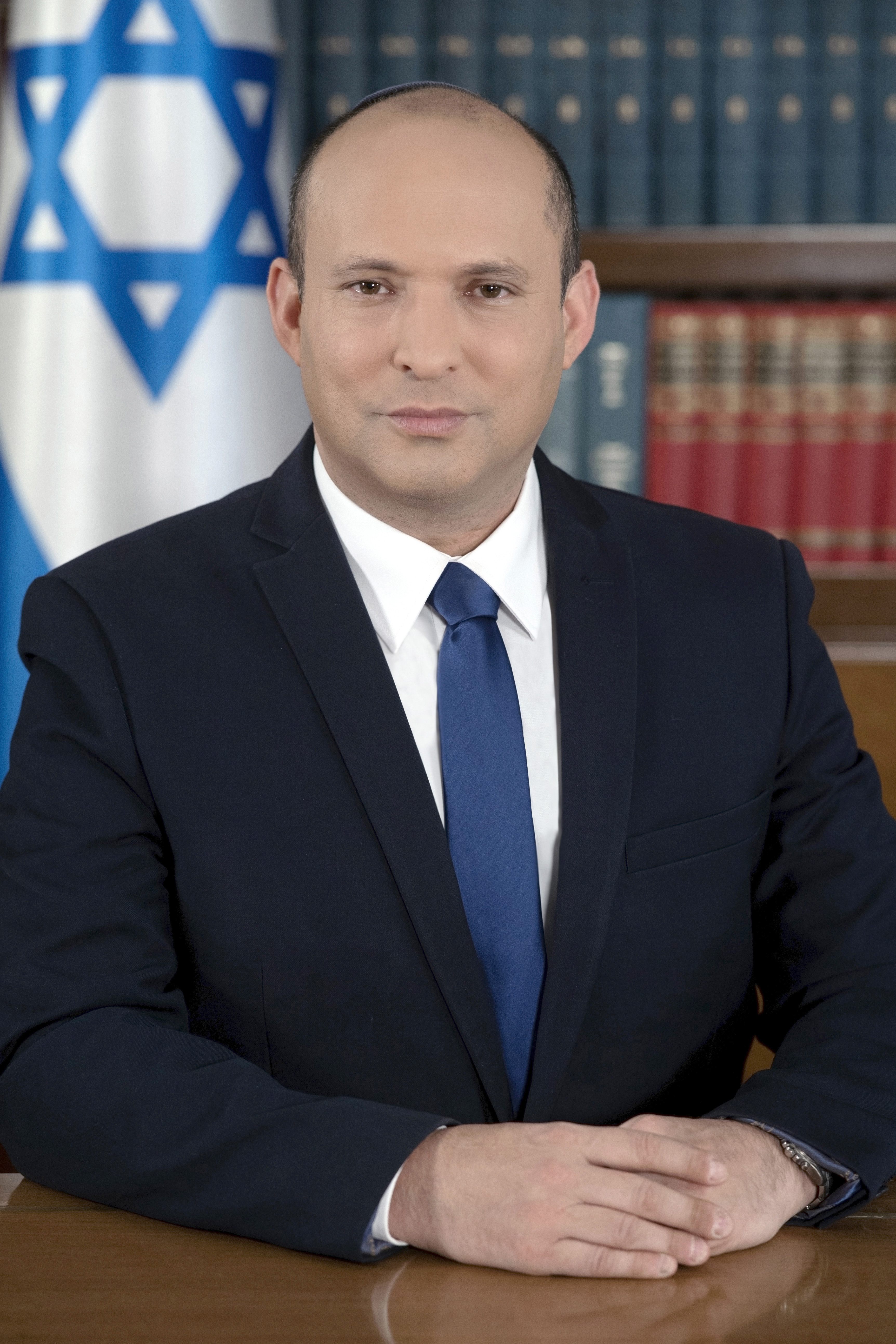
Naftali Bennett (* 1972)

- Bennett, Natalie (* 1966), britische Politikerin (Green Party)
- Bennett, Nigel (* 1949), britisch-kanadischer Schauspieler im Theater und Film und ein Autor
- Bennett, Orlando (* 1999), jamaikanischer Leichtathlet
- Bennett, Paul (* 1988), britischer Ruderer und Olympiasieger
- Bennett, Paula (* 1969), neuseeländische Politikerin (National Party)
- Bennett, Phil (1948–2022), walisischer Rugbyspieler
- Bennett, Phil (* 1971), britischer Autorennfahrer
- Bennett, Philip Allen (1881–1942), US-amerikanischer Politiker
- Bennett, Phillip (1928–2023), australischer General und Oberkommandierender der Streitkräfte, Gouverneur von Tasmanien
- Bennett, Raimoana (* 1981), französischer Fußballspieler
- Bennett, Rebecca (* 1999), australische Sprinterin
- Bennett, Richard, neuseeländischer Jurist und Menschenrechtsexperte
- Bennett, Richard (1870–1944), US-amerikanischer Schauspieler
- Bennett, Richard (* 1932), trinidadischer Regattasegler
- Bennett, Richard (* 1951), US-amerikanischer Gastmusiker, Studiogitarrist und MusikproduzentRichard Bennett (* 1951)

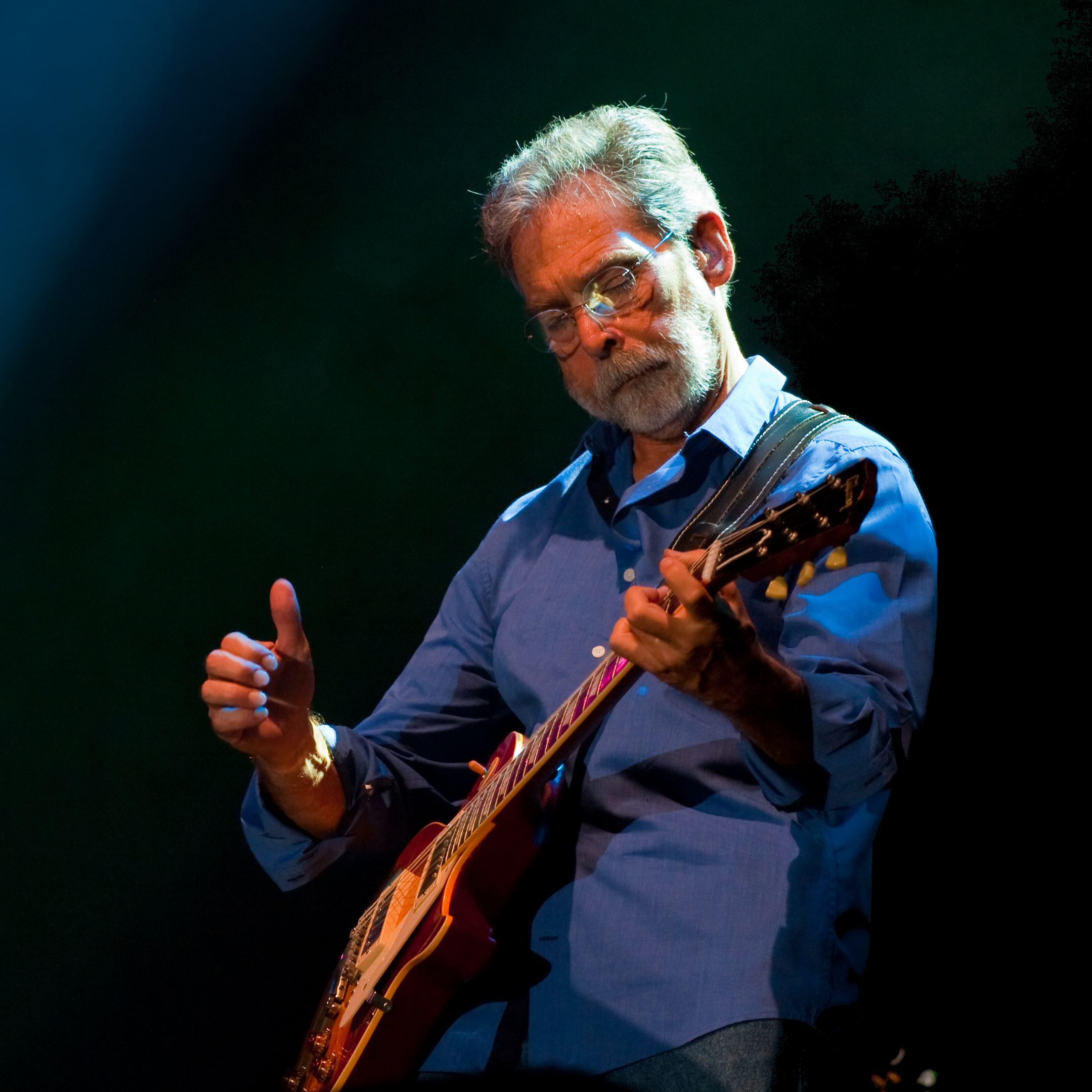
Richard Bennett (* 1951)

- Bennett, Richard Bedford (1870–1947), kanadischer Premierminister
- Bennett, Richard Rodney (1936–2012), britischer Komponist und Pianist
- Bennett, Risden Tyler (1840–1913), US-amerikanischer Politiker
- Bennett, Robert (1919–1974), US-amerikanischer Hammerwerfer
- Bennett, Robert Earl (* 1943), US-amerikanischer Schwimmer
- Bennett, Robert Frederick (1927–2000), US-amerikanischer Politiker
- Bennett, Robert Jackson (* 1984), US-amerikanischer Phantastik-Autor
- Bennett, Robert Russell (1894–1981), US-amerikanischer Komponist
- Bennett, Robert S. (1939–2023), US-amerikanischer Jurist
- Bennett, Ron (1927–1997), englischer Fußballspieler
- Bennett, Ronan (* 1956), nordirischer Schriftsteller
- Bennett, Ryan (* 1990), englischer Fußballspieler
- Bennett, Sai (* 1990), britische Schauspielerin und Model
- Bennett, Salomon, Kupferstecher
- Bennett, Sam (* 1990), irischer RadrennfahrerSam Bennett (* 1990)

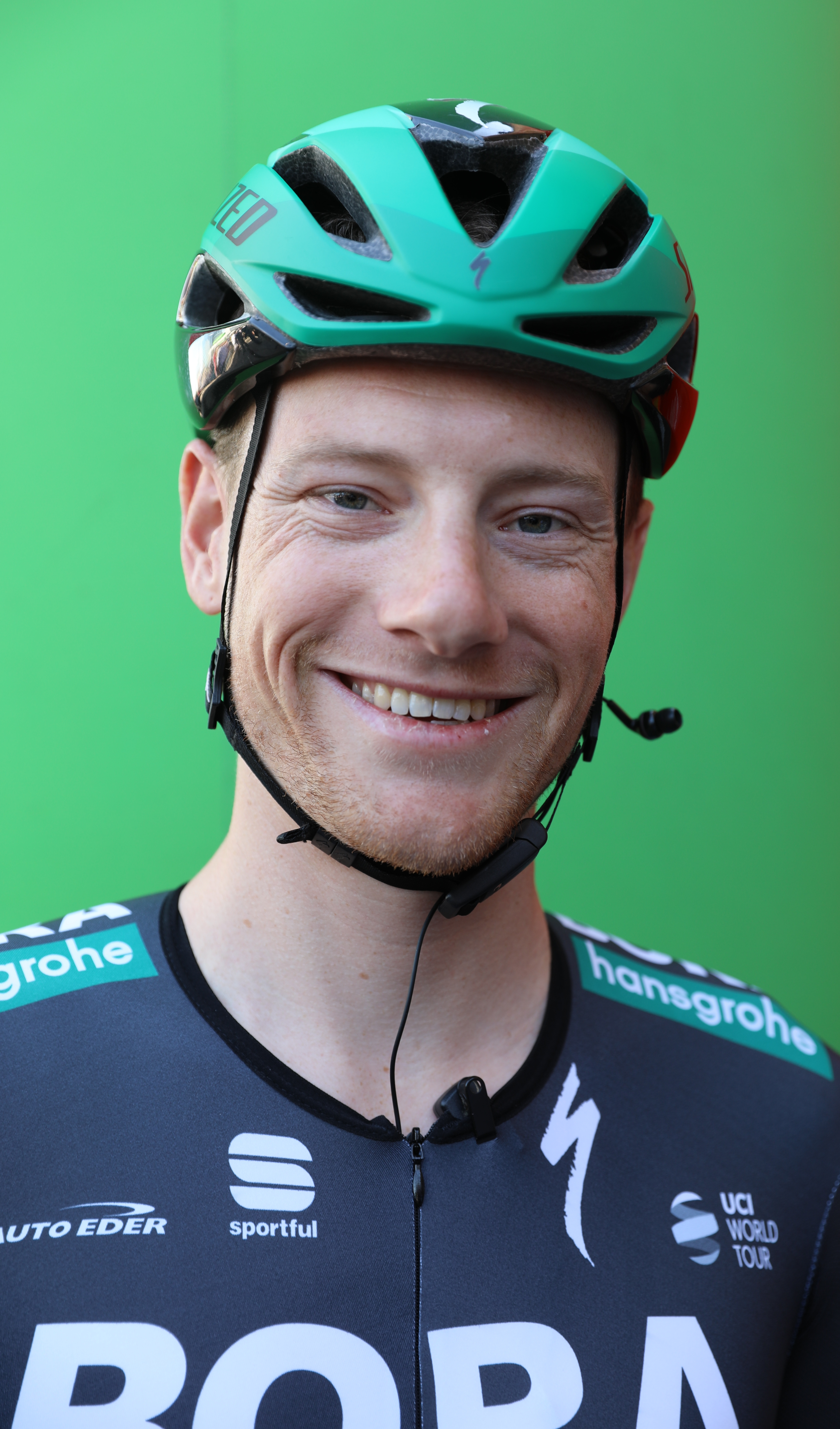
Sam Bennett (* 1990)

- Bennett, Sam (* 1996), kanadischer Eishockeyspieler
- Bennett, Sam (* 1999), US-amerikanischer Golf-Amateur
- Bennett, Samm (* 1957), amerikanischer Singer-Songwriter und Improvisationsmusiker (Schlagzeug, Perkussion, Synthesizer)
- Bennett, Sara, britische Spezialeffektkünstlerin
- Bennett, Simon (* 1985), englischer Fußballschiedsrichterassistent
- Bennett, Skye (* 1995), britische Schauspielerin
- Bennett, Sonja (* 1980), kanadische Filmschauspielerin und Drehbuchautorin
- Bennett, Stephanie (* 1989), kanadische Filmschauspielerin
- Bennett, Stetson (* 1997), US-amerikanischer American-Football-Spieler
- Bennett, Steve (* 1961), englischer Fußballschiedsrichter
- Bennett, Steven (* 1976), deutscher Schauspieler
- Bennett, Stuart (* 1959), englischer Snookerschiedsrichter
- Bennett, Thomas (1781–1865), US-amerikanischer Politiker
- Bennett, Thomas (1891–1923), englischer Fußballspieler
- Bennett, Thomas Warren (1831–1893), US-amerikanischer Politiker
- Bennett, Thomas Westropp (1867–1962), irischer Politiker
- Bennett, Thomas William (1947–1969), US-amerikanischer Soldat, Träger der Medal of Honor
- Bennett, Todd (1962–2013), britischer Leichtathlet
- Bennett, Tom (* 1969), britischer Schauspieler und Autor
- Bennett, Tony (1926–2023), US-amerikanischer JazzmusikerTony Bennett (1926–2023)

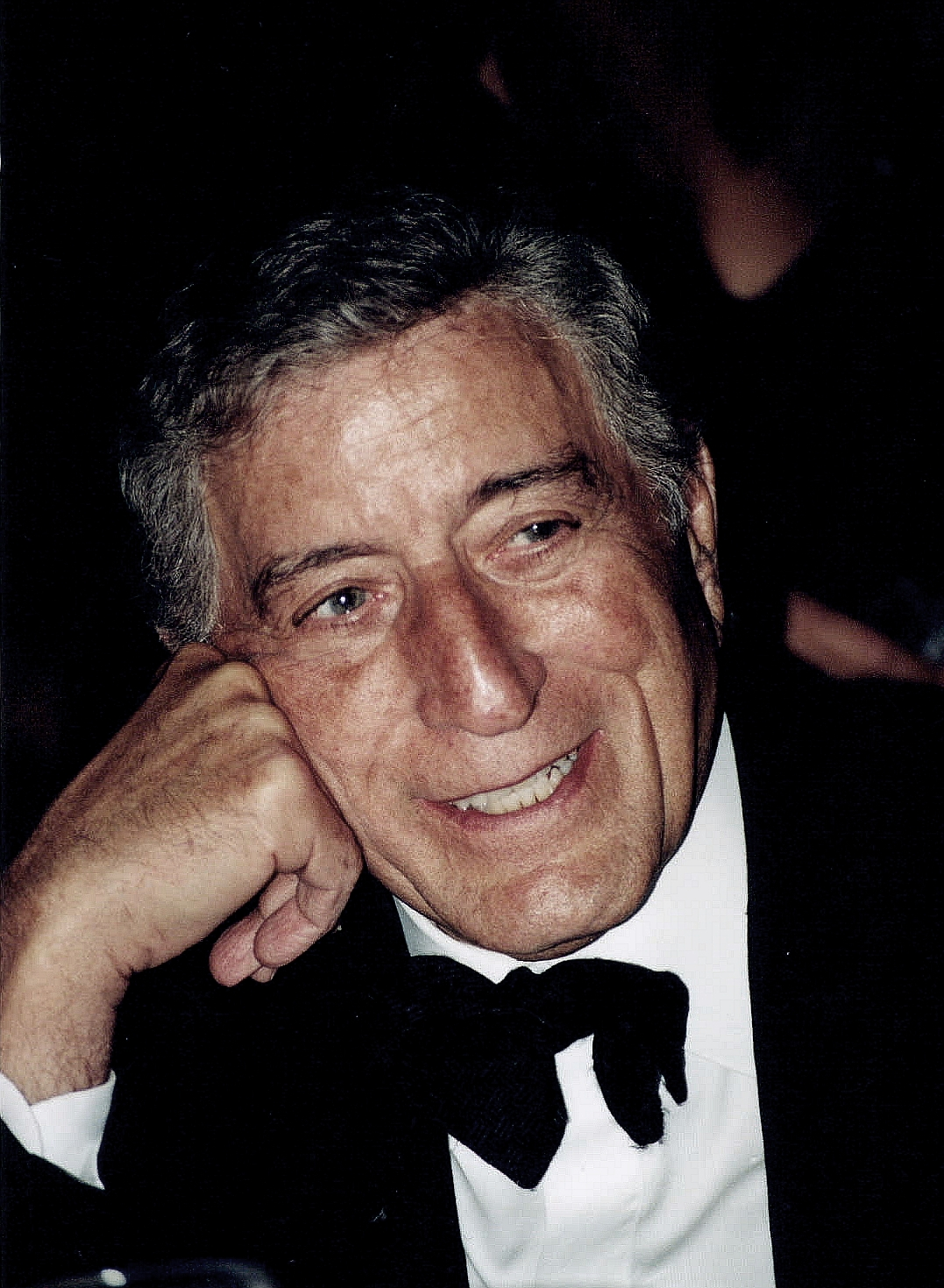
Tony Bennett (1926–2023)

- Bennett, Tracie (* 1961), englische Schauspielerin und Musical-Darstellerin
- Bennett, Try (* 1975), costa-ricanischer Fußballspieler
- Bennett, W. A. C. (1900–1979), kanadischer Politiker
- Bennett, Wallace F. (1898–1993), US-amerikanischer Politiker
- Bennett, Wayne D. (1927–2015), US-amerikanischer Politiker (Republikanische Partei)
- Bennett, Willard Harrison (1903–1987), US-amerikanischer Physiker und Erfinder
- Bennett, William (1936–2022), britischer klassischer Flötist
- Bennett, William (* 1943), US-amerikanischer Politiker (Republikaner)
- Bennett, William (1956–2013), US-amerikanischer Oboist
- Bennett, William Edward Norman (1931–2004), australischer Pionier der Luftfahrt
- Bennett, William R. (1930–2008), US-amerikanischer Physiker
- Bennett, William Sterndale (1816–1875), englischer Komponist und PianistWilliam Sterndale Bennett (1816–1875)

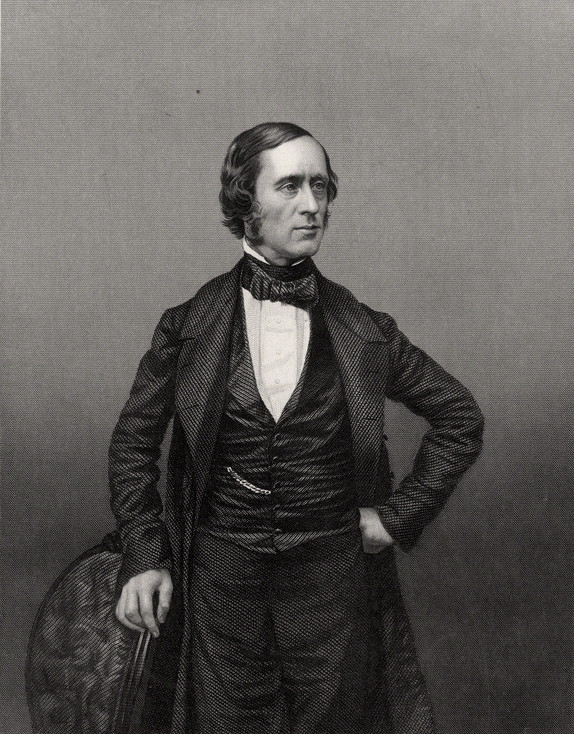
William Sterndale Bennett (1816–1875)

- Bennett, William Tapley junior (1917–1994), US-amerikanischer Diplomat
- Bennett-Awad, Hawley (* 1977), kanadische Vielseitigkeitsreiterin
- Bennett-Coverley, Louise (1919–2006), jamaikanische Schriftstellerin
- Bennett-Warner, Pippa (* 1988), britische Theater- und FilmschauspielerinPippa Bennett-Warner (* 1988)

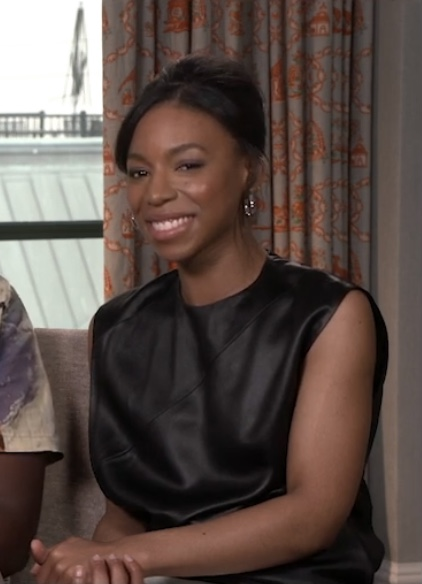
Pippa Bennett-Warner (* 1988)

- Bennette, Jewison (* 2004), costa-ricanischer Fußballspieler
- Bennetto, Leena (* 2003), kanadische Tennisspielerin
- Bennetts, Colin (1940–2013), britischer anglikanischer Theologe und Bischof von Coventry
- Bennetts, Keanan (* 1999), englischer Fußballspieler

#### Bennev
- Benneville, George de (1703–1793), Mediziner und ein früher Vertreter des nordamerikanischen Universalismus

#### Bennew
- Bennewitz von Loefen, Karl der Ältere (1826–1895), deutscher Landschaftsmaler
- Bennewitz von Loefen, Karl der Jüngere (1856–1931), deutscher Porträt- und Genremaler
- Bennewitz, Antonín (1833–1926), böhmischer Geiger, Dirigent und Violinpädagoge
- Bennewitz, Dagmar, deutsche Landwirtin, Naturschützerin und Heimatforscherin
- Bennewitz, Erwin (1902–1980), deutscher Kommunalpolitiker (SPD)
- Bennewitz, Fritz (1926–1995), deutscher Theaterregisseur
- Bennewitz, Georg (* 1877), deutscher nationalsozialistischer Funktionär
- Bennewitz, Gert (1913–1958), deutscher Funktionär der Hitler-Jugend
- Bennewitz, Ingrid (* 1956), österreichisch-deutsche germanistische Mediävistin und Hochschullehrerin
- Bennewitz, Kurt (1886–1964), deutscher Chemiker (Physikalische Chemie)
- Bennewitz, Kurt (1902–1945), kommunistischer Widerstandskämpfer
- Bennewitz, Nadja (* 1967), deutsche Historikerin
- Bennewitz, Otto (* 1946), deutscher Radrennfahrer

#### Benney
- Benney, Jane (* 1980), simbabwische Schauspielerin

### Bennh
- Bennhage, David (* 1982), schwedischer Fußballspieler
- Bennhold, Fritz (1865–1949), deutscher Verwaltungsjurist und Bergbeamter
- Bennhold, Hans-Hermann (1893–1976), deutscher Internist und Hochschullehrer
- Bennholdt-Thomsen, Anke (* 1937), deutsche Germanistin
- Bennholdt-Thomsen, Carl-Gottlieb (1903–1971), deutscher Pädiater und Hochschullehrer
- Bennholdt-Thomsen, Veronika (* 1944), deutsche Ethnologin und Soziologin

### Benni
- Benni, Arthur (1839–1867), polnisch-britischer Revolutionär und Freiheitskämpfer
- Benni, Chemogo Dodzil (1941–1987), ghanaischer Militär und Diplomat
- Benni, Stefano (* 1947), italienischer Schriftsteller, Journalist und Satiriker
- Bennie, Andrew (* 1956), neuseeländischer Reiter
- Bennie, Steven (* 1981), schottischer Snookerspieler
- Bennigsen, Adelheid von (1861–1938), deutsche Frauenrechtlerin
- Bennigsen, Adolf von (1860–1902), deutscher Jurist, Gutsbesitzer und Landrat des Kreises Springe
- Bennigsen, Alexander Levin von (1809–1893), hannoverscher Staatsmann, MdR
- Bennigsen, Alexandre (1913–1988), russisch-französischer Historiker
- Bennigsen, Gustav Adolf von (1716–1784), kursächsischer Generalleutnant
- Bennigsen, Gustav von (1790–1867), preußischer Generalmajor
- Bennigsen, Katerina von, deutsche Opern- und Operettensängerin in der Stimmlage Sopran und Koloratursopran
- Bennigsen, Levin August von (1745–1826), russischer General deutscher HerkunftLevin August von Bennigsen (1745–1826)

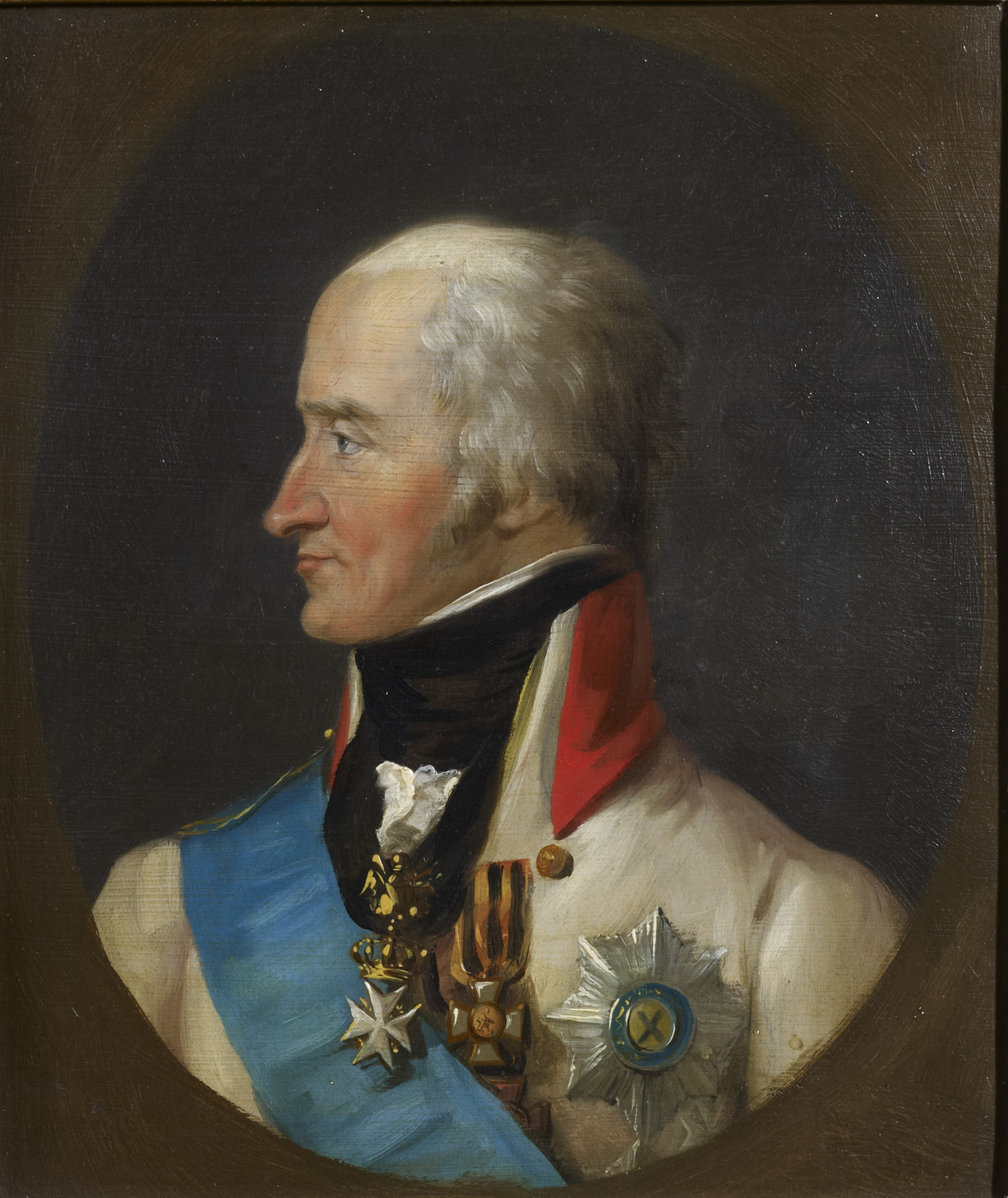
Levin August von Bennigsen (1745–1826)

- Bennigsen, Rudolf von (1824–1902), deutscher Politiker, MdR
- Bennigsen, Rudolf von (1859–1912), deutscher Kolonialbeamter
- Bennigsen, Rudolph Christian von (1712–1783), kursächsischer Verwaltungsjurist
- Bennigsen, Wolf Erich von (1657–1736), kurfürstlich-sächsischer Beamter, Rat und Hofrichter in Wittenberg
- Bennigsen-Foerder, Albert von (1838–1886), preußischer Gutsbesitzer und Verwaltungsbeamter
- Bennigsen-Foerder, Rudolf von (1879–1939), deutscher Rechtsanwalt und Syndikus
- Bennigsen-Foerder, Rudolf von (1926–1989), deutscher Industriemanager und langjähriger Vorstandsvorsitzender der VEBA AG
- Bennike, Niels (1925–2016), dänischer Fußballspieler
- Benning, Achim (1935–2024), deutscher Schauspieler, Theaterregisseur und Theaterintendant
- Benning, Anna (* 1988), deutschsprachige Schriftstellerin
- Benning, Bernhard (1902–1974), deutscher Volkswirt
- Benning, Brian (* 1966), kanadischer Eishockeyspieler
- Benning, Carl Ludwig August von (1776–1829), deutscher Offizier
- Benning, Carl von (1804–1875), deutscher Landrat, Landtagsabgeordneter Waldeck
- Benning, Henry Lewis (1814–1875), amerikanischer Jurist und General der Konföderierten
- Benning, James (* 1942), US-amerikanischer Avantgardefilmer und Dokumentarfilmer
- Benning, Jim (* 1963), kanadischer Eishockeyspieler und -funktionär
- Benning, Kurt (1945–2017), deutscher Zeichner, Fotograf und Maler
- Benning, Liane G. (* 1963), deutsche Geochemikerin und Hochschullehrerin
- Benning, Matt (* 1994), kanadischer Eishockeyspieler
- Benning, Rolf (1932–2012), deutscher Fußballspieler
- Benning, Sadie (* 1973), US-amerikanische/r Videokünstler/in und Musiker/in
- Benning, Sybille (1961–2022), deutsche Politikerin (CDU), MdB
- Benning, Wilhelm von (1791–1881), bayerischer Ministerialbeamter
- Benninga, Carina (* 1962), niederländische Hockeyspielerin
- Benninga, Marc (* 1961), niederländischer Hockeyspieler
- Benninghaus, August (1880–1942), deutscher Jesuit
- Benninghaus, Christina (* 1964), deutsche Historikerin
- Benninghaus, Hans (1935–2007), deutscher Soziologe
- Benninghaus, Jonathan (* 1990), deutscher Handballspieler
- Benninghaus, Thomas (* 1973), deutscher Politiker (AfD)
- Benninghaus, Walburga (* 1955), deutsche Politikerin (SPD), MdL
- Benninghaus, Walter (1898–1947), deutscher Gewerkschafter und Politiker (SPD)
- Benninghoff, Alfred (1890–1953), deutscher Anatom, Rektor der Universität Marburg
- Benninghoff, Martin (* 1979), deutscher Autor, Journalist und Musiker
- Benninghoff, Ortwin (* 1946), deutscher Komponist
- Benninghoff, Wilhelm (* 1891), deutscher Manager
- Benninghoven, Alfred (1932–2017), deutscher Physiker
- Benninghoven, Friedrich (1925–2014), deutscher Historiker und Archivar
- Benningk, Albert († 1695), deutscher Geschütz- und Glockengießer
- Benningk, Gerdt, Stück- und Glockengießer der in Danzig tätig war
- Benningk, Hermann, deutscher Geschütz- und Glockengießer
- Benningk, Matthias († 1608), deutscher Stück- und Glockengießer
- Benningk, Reinhard († 1617), norddeutscher Stück- und Glockengießer
- Benningsen, Lilian (1924–2014), österreichische Opernsängerin (Mezzosopran und Alt)
- Bennington, Chester (1976–2017), US-amerikanischer Sänger der Band Linkin Park und SchauspielerChester Bennington (1976–2017)

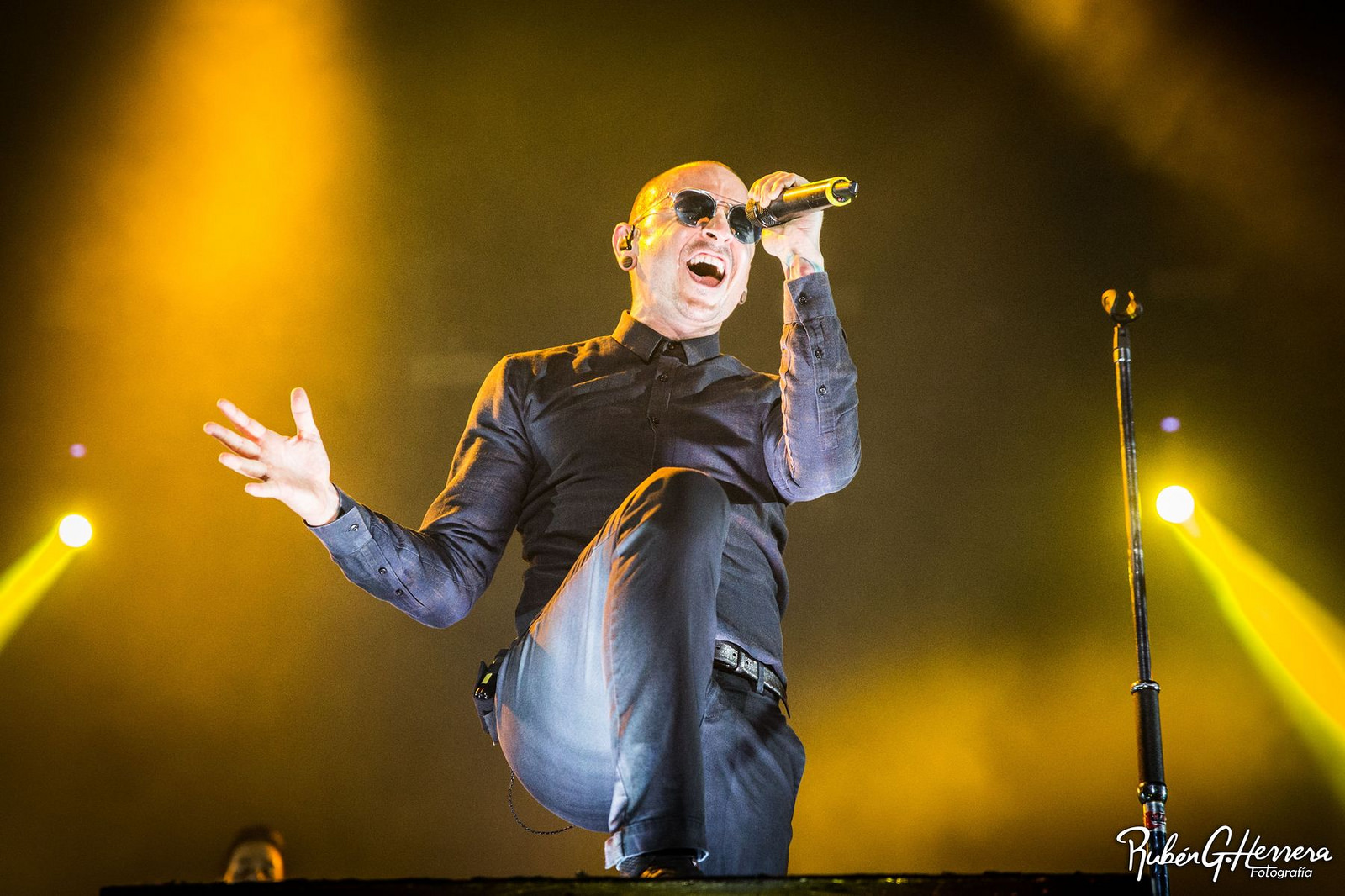
Chester Bennington (1976–2017)

- Bennington, Geoffrey (* 1956), US-amerikanischer Philosoph und Literaturkritiker
- Bennington, Jimmy (* 1970), US-amerikanischer Jazz-Schlagzeuger
- Bennink, Han (* 1942), niederländischer Schlagzeuger und Multiinstrumentalist
- Bennink, Natasja (* 1974), niederländische Bildhauerin
- Bennink, Peter (* 1945), niederländischer Jazzmusiker (Saxophone, Dudelsack) und Musikmanager
- Bennion, Janet (* 1964), US-amerikanische Ethnologin und Soziologin
- Bennion, Mervyn Sharp (1887–1941), US-amerikanischer Offizier
- Bennion, Phil (* 1954), britischer Politiker (Liberal Democrats), MdEP
- Bennis, Warren (1925–2014), US-amerikanischer Wirtschaftswissenschaftler
- Bennison, Hanna (* 2002), schwedische Fußballspielerin

### Benno
- Benno II. von Osnabrück († 1088), Bischof von Osnabrück
- Benno von Einsiedeln († 940), Eremit, Bischof von Metz
- Benno von Meißen († 1106), Heiliger, Bischof von MeißenBenno von Meißen († 1106)
- Benno!, deutscher Rapper

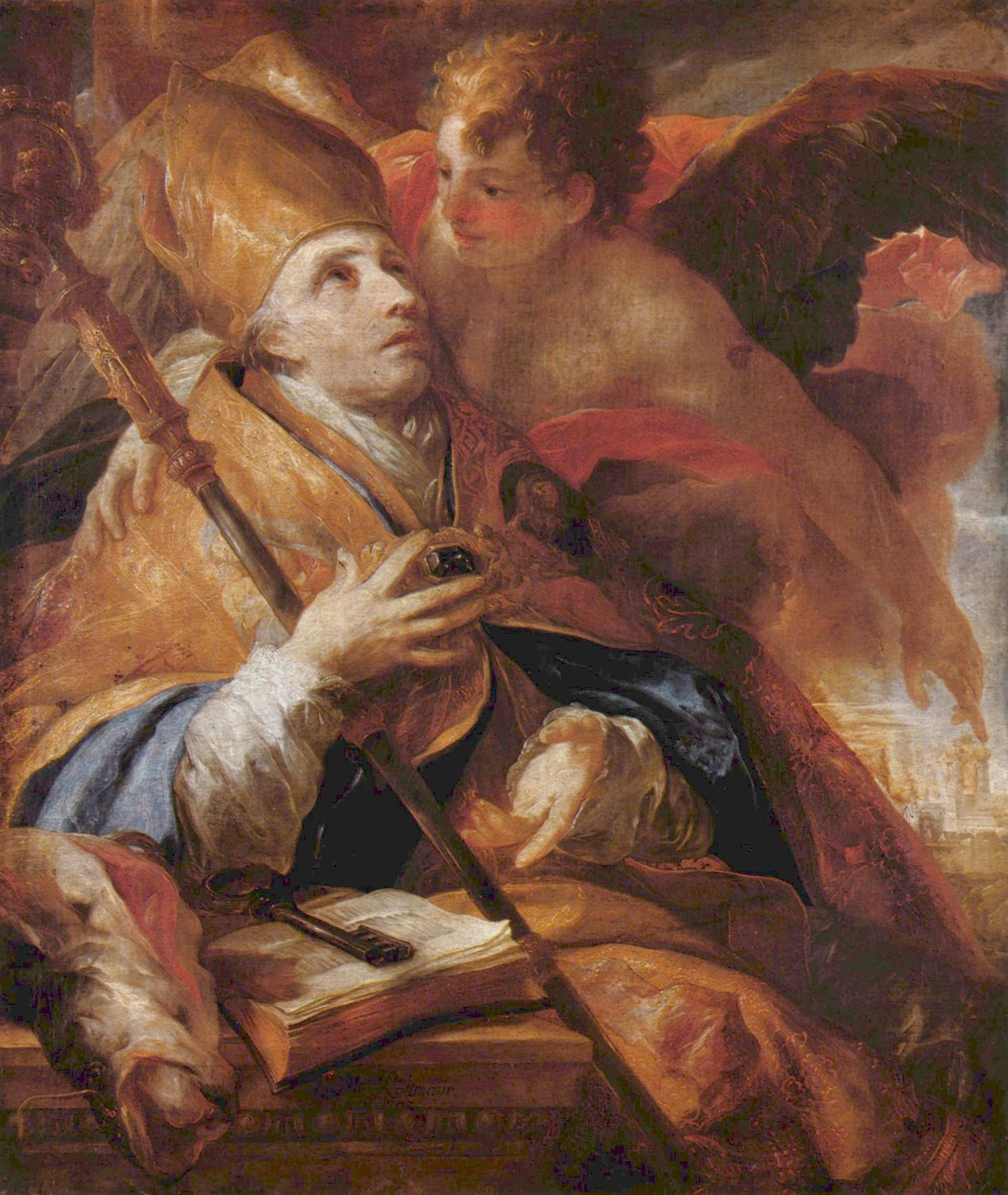
Benno von Meißen († 1106)

- Benno, Johann Ernst (1777–1848), deutscher Schriftsteller
- Bennöder, Fritz, deutscher Fußballspieler und Fußballtrainer
- Bennouna, Mohamed (* 1943), marokkanischer Jurist und Richter am Internationalen Gerichtshof

### Benns
- Bennstein, Alexander (1865–1944), deutscher Pädagoge und Autor

### Bennw
- Bennwitz, Hanspeter (1930–2022), deutscher Musikwissenschaftler

### Benny
- Benny, Allan (1867–1942), US-amerikanischer Politiker
- Benny, Black († 1924), US-amerikanischer Jazzschlagzeuger
- Benny, Bob (1926–2011), belgischer Sänger und Musicaldarsteller
- Benny, Jack (1894–1974), US-amerikanischer Schauspieler und Radiomoderator